# Wieluń
Wieluń (łac. Velun, ros. Велюнь, jid. ‏וויעלון‎, cz. Věluň) – miasto w woj. łódzkim, na krańcu Wyżyny Wieluńskiej, siedziba powiatu wieluńskiego oraz gminy Wieluń. Stolica ziemi wieluńskiej (krainy historycznej).

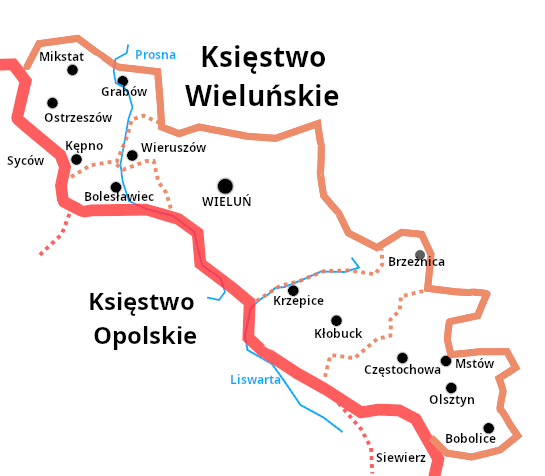
Księstwo wieluńskie (1370–1391)

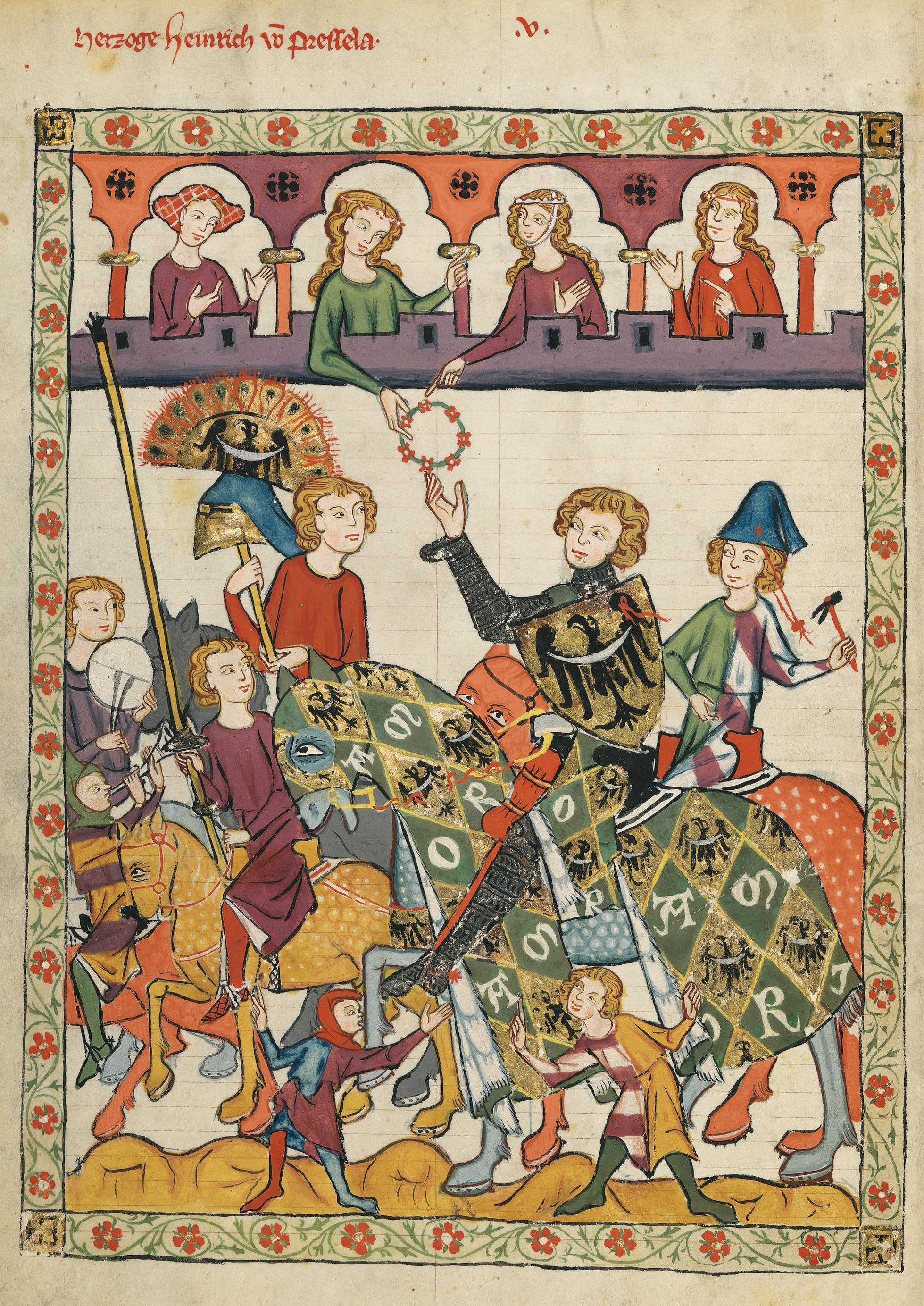
Książę Henryk IV Prawy wzniósł Wieluń do roli siedziby swojego kasztelana, wzmacniając znacznie rolę rodzącego się miasta.

Był miastem królewskim Korony Królestwa Polskiego w starostwie wieluńskim w powiecie wieluńskim województwa sieradzkiego w końcu XVI wieku. Miejsce obrad sejmików ziemskich ziemi wieluńskiej z powiatem ostrzeszowskim od XVI wieku do pierwszej połowy XVIII wieku. Wcześniej Wieluń był stolicą księstwa wieluńskiego (1370–1391).
Wieluń uzyskał prawo składu w 1444 roku. Jest także często uważany za miejsce wybuchu II wojny światowej. Niekiedy nazywany polską Guernicą w związku z bestialstwem Luftwaffe wobec ludności cywilnej podczas nalotów bombowych 1 września 1939.
Według danych GUS z 31 grudnia 2019 r. miasto liczyło 22 269 mieszkańców.

## Historia

### W czasach średniowiecznych
Wieluń jest miastem o prawie 800-letniej historii. Miejscowość ma metrykę średniowieczną i istnieje co najmniej od XIII wieku. Po raz pierwszy wymieniona w 1282, zapisana w języku łacińskim jako Wilin, Welun. Gród wieluński od 1281 był ośrodkiem kasztelanii i już w 1283 wymieniony jako civitas (miasto) .
Powstanie Wielunia łączone jest z zainstalowaniem w tej miejscowości ośrodka administracyjnego – kasztelanii. Data 1281 traktowana jest w literaturze jako szczególna, a związana jest z objęciem we władanie ziemi rudzkiej przez Henryka IV Prawego (Probusa). Książę ten po raz pierwszy mianował kasztelana na Wieluniu, przenosząc tu jego siedzibę z sąsiedniej Rudy. Był to awans dla miejscowości, stała się siedzibą książęcej administracyjno-wojskowo-gospodarczej władzy nad terenem kasztelanii.
Nominatem Henryka Prawego (księcia na Wrocławiu i pretendenta do tronu Polski) na funkcję kasztelana w Wieluniu został Szymon (Simon?) Gall, rycerz z otoczenia księcia i pełnił on tę rolę w latach 1281–1283.
Przypuszcza się, że prawa miejskie Wieluń uzyskał przed 1281, ale jako miasto wymieniono go po raz pierwszy w 1283 roku. Książę Przemysł II z Wielkopolski, po przejściu miejscowości pod jego władztwo, w roku 1283 wydał dokument nakazujący wzorować miejskie prawa Wielunia na Kaliszu.

W roku 1287 książę Henryk IV Prawy postanowił w imię ocieplenia stosunków z Przemysłem II dobrowolnie przekazać mu ziemię wieluńską (rudzką). 

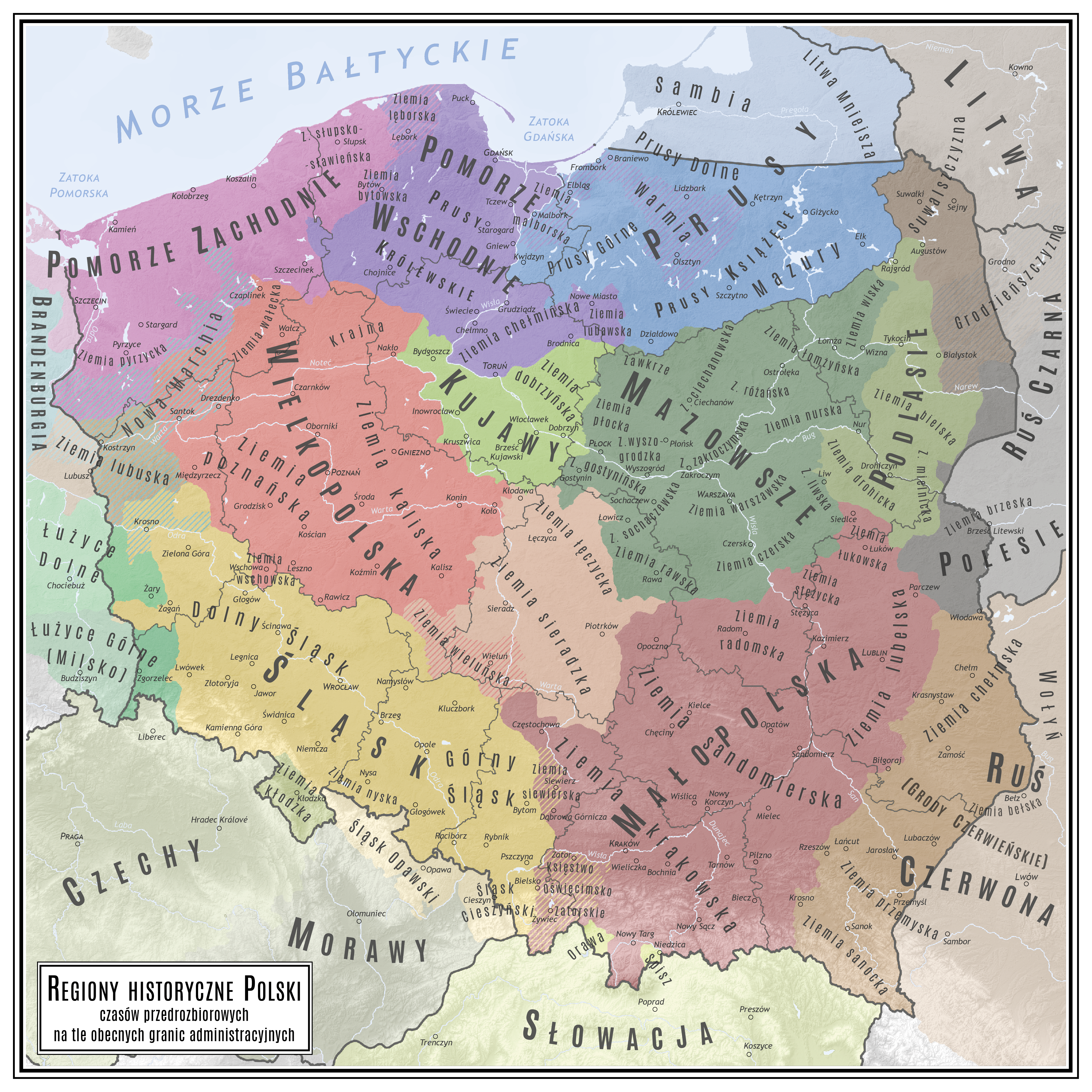
Wieluń, ziemia wieluńska i inne krainy historyczne Polski na tle współczesnych granic administracyjnych

Po śmierci Przemysła II południe Wielkopolski oraz Wieluń ponownie stały się obiektem zainteresowania książąt śląskich. Wieluń oraz Kalisz krótkotrwale przypadły księciu Legnicy-Bolesławowi III, który stawiając swoją wschodnią granicę aż za Wartą stawał się tak jednym z najpotężniejszych ówcześnie Piastów. W wyniku wojny z księciem Głogowa Henrykiem, a także przeciwstawienia się panu Legnicy przez Henryka Karynckiego – wtedy króla Czech, a tytułującego się też Królem Polski, Bolesław legnicki w obliczu naporu przeciwników zmuszony był Wieluń porzucić.
Tak oto miasto stało się na niedługi czas częścią państwa Henryka głogowskiego, w tych czasach miejscowość wzmiankowano jako castrum Wilyn w 1311 roku.
Kontrola Głogowian nie trwała długo, państwo Henryka rozpadło się pomiędzy pięciu jego synów. W roku 1314 wybuchła przeciw nim rebelia i w wyniku splotu zdarzeń kontrolę nad ziemią wieluńską (rudzką) objął książę Władysław Łokietek z Kujaw, który sprawując władzę nad Wieluniem nominował kolejnego już kasztelana, Aleksego z Lekinsteinu.

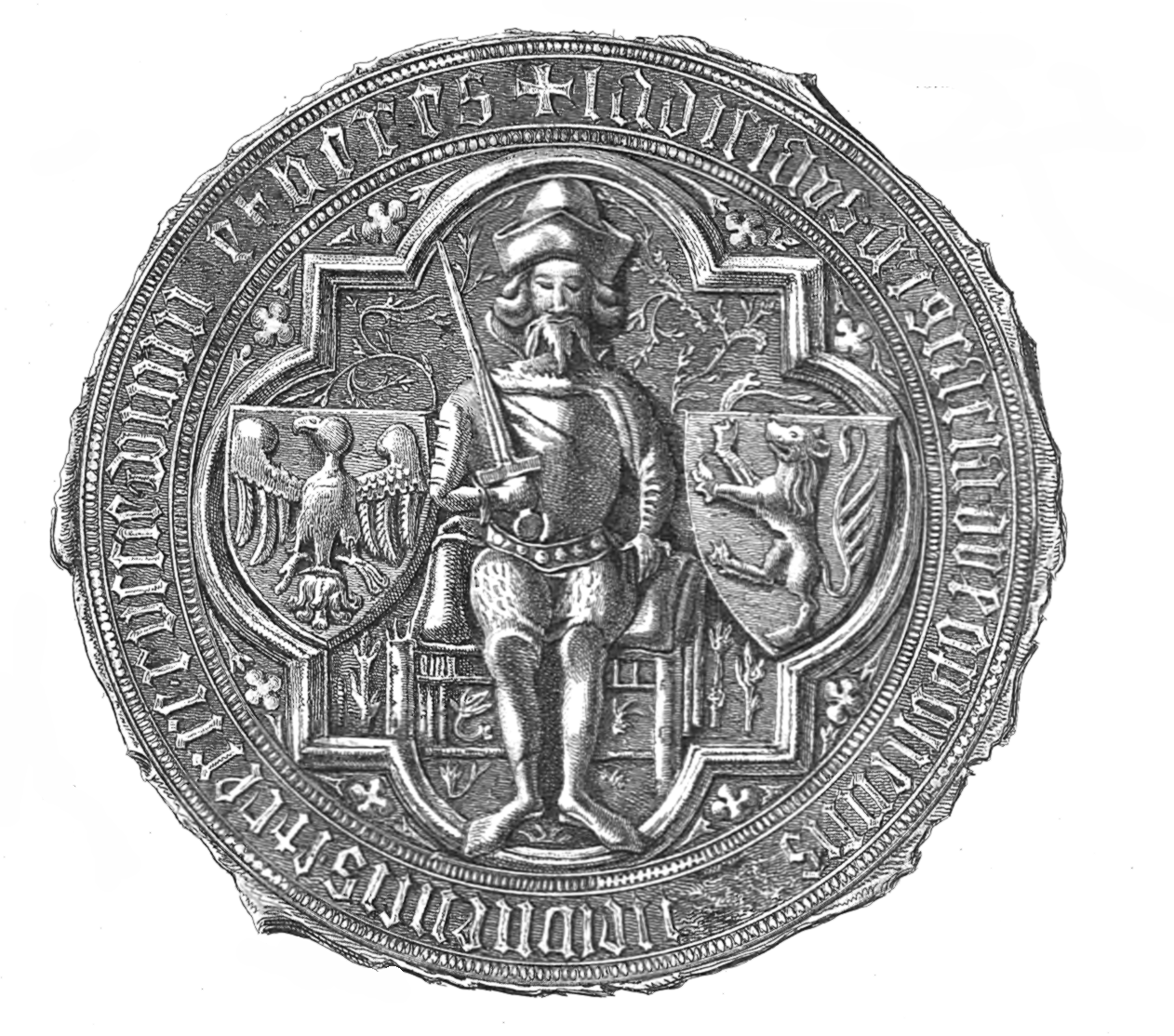
Pieczęć księcia Władysława Opolczyka który obrał sobie z Wieluń na miasto rezydencjonalne

W XIV wieku Kazimierz III Wielki wybudował w Wieluniu murowany zamek, który potem był wielokrotnie przebudowywany. Funkcjonujący w XIV w. zamek w Wieluniu stał się ośrodkiem kompleksu królewszczyzn oraz centrum dystryktu sądowniczego. Po śmierci Kazimierza Wielkiego zamek, wraz z całą ziemią wieluńską, znalazł się w posiadaniu Władysława Opolczyka. W latach 1370–1391 Wieluń stał się wówczas stolicą jego władztwa (księstwa wieluńskiego), a sam Opolczyk tytułował się księciem wieluńskim. Ufundowanie konwentu paulińskiego jest jednym z trwałych efektów zainteresowania miastem przez księcia. Faktem potwierdzającym realne zagrożenie militarne miasta, był układ o przeciwdziałaniu grabieżom i rozbojom, zawarty w 1384 pod patronatem Opolczyka przez 22 miasta, wśród nich był Wieluń. Rządy Władysława Opolczyka w ziemi wieluńskiej zostały przerwane w 1391, gdy zbrojnie wkroczył tu Władysław Jagiełło. Miasto otworzyło wówczas bramy królowi polskiemu, a zamek został zdobyty po krótkim oblężeniu. Ziemia wieluńska na trwałe wróciła do Korony, a na zamek wrócili królewscy starostowie. Miasto było stolicą historycznej ziemi wieluńskiej od 1396, która została włączona do województwa sieradzkiego ok. 1420. Miasto było miejscem wydarzeń państwowej i międzynarodowej rangi. Tutaj Władysław Jagiełło podpisał edykt przeciwko innowiercom. W niespokojnych czasach wojen na Śląsku i terenach przygranicznych, jakie miały miejsce w okresie od 1432–1474, na wieluńskim zamku podpisywano traktaty pokojowe z książętami i miastami śląskimi.

### W czasach nowożytnych
W XVI wieku starostwo wieluńskie zostało włączone do dóbr stołowych (prywatnych) królowej Bony Sforzy. Od tego czasu stosunkowo często wieluński zamek gościł królewskie małżonki lub siostry. Nierzadko były to pobyty wielomiesięczne. Jesień 1553 r. spędziła w Wieluniu królowa węgierska Izabela Jagiellonka, i tu przyjmowała poselstwa. Latem 1559 r. zamek gościł królową Katarzynę Habsburżankę, trzecią żonę Zygmunta Augusta oraz jego siostry Annę i Katarzynę. Królowa przebywała w Wieluniu również jesienią 1559 r. oraz dziewięć miesięcy w roku 1566, przed swoim wyjazdem z Polski. Pod miastem stanęły wojska arcyksięcia Maksymiliana Habsburga, pretendenta do korony polskiej. Z obawy przed zniszczeniami podstarości, pod nieobecność starosty Aleksandra Koniecpolskiego, zaniechał obrony i poddał miasto i zamek Habsburgowi. Arcyksiążę przebywał w Wieluniu od 13 do 22 stycznia 1588, a następnie wycofał się na Śląsk, gdzie poniósł klęskę w bitwie pod Byczyną.

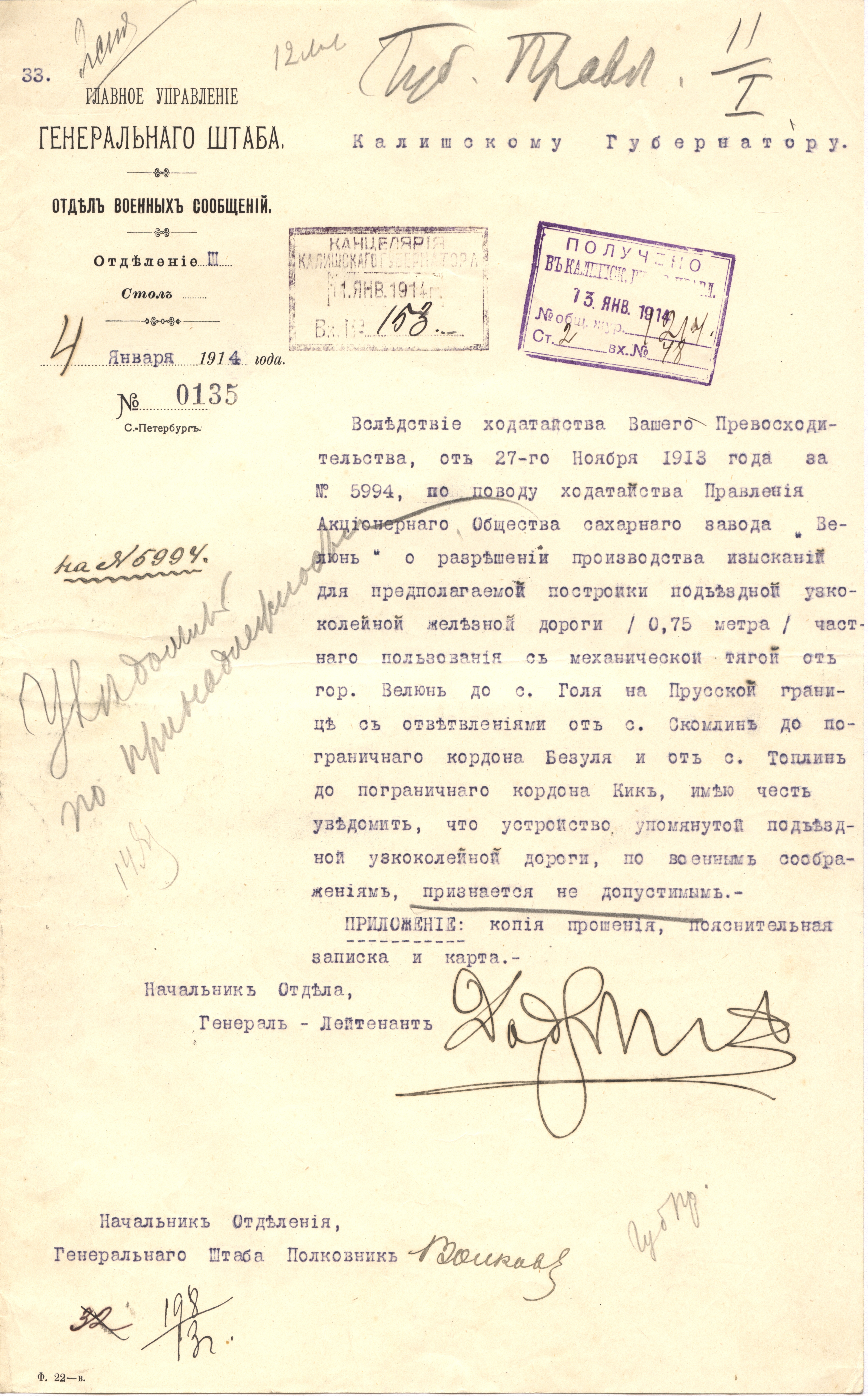
Odmowa rosyjskiego sztabu rozbudowy kolei dla cukrowni Wieluń do wsi Gola i Skomlin, 1914.

W 1631 r. w Wieluniu wybuchł wielki pożar, który strawił niemal całe miasto. Z zamku pozostały jedynie mury i dwa sklepione pomieszczenia służące za archiwum. Odbudowany zamek od listopada 1655 r. do maja 1656 r. zajmował oddział wojsk szwedzkich, który w styczniu 1656 r. zdołał się obronić przed atakiem oddziałów polskich, które zdobyły miasto. Wojska szwedzkie wycofując się z Wielunia wiosną 1656 r. spaliły zamek.
W 1564 starostwo wieluńskie składało się z miast: Wielunia i Kamionu oraz wsi: Bobrowniki, Wierzbie, Pątnów, Krzyworzeka, Mokrsko z folwarkiem, Wróblew, Pichlice, Sokolniki z folwarkiem, Czastary, Osiek, Kiełczygłów w Sieradzkiem i innych. W Wieluniu od końca XIV w. do końca XVIII w. odbywały się sądy ziemskie i grodzkie.

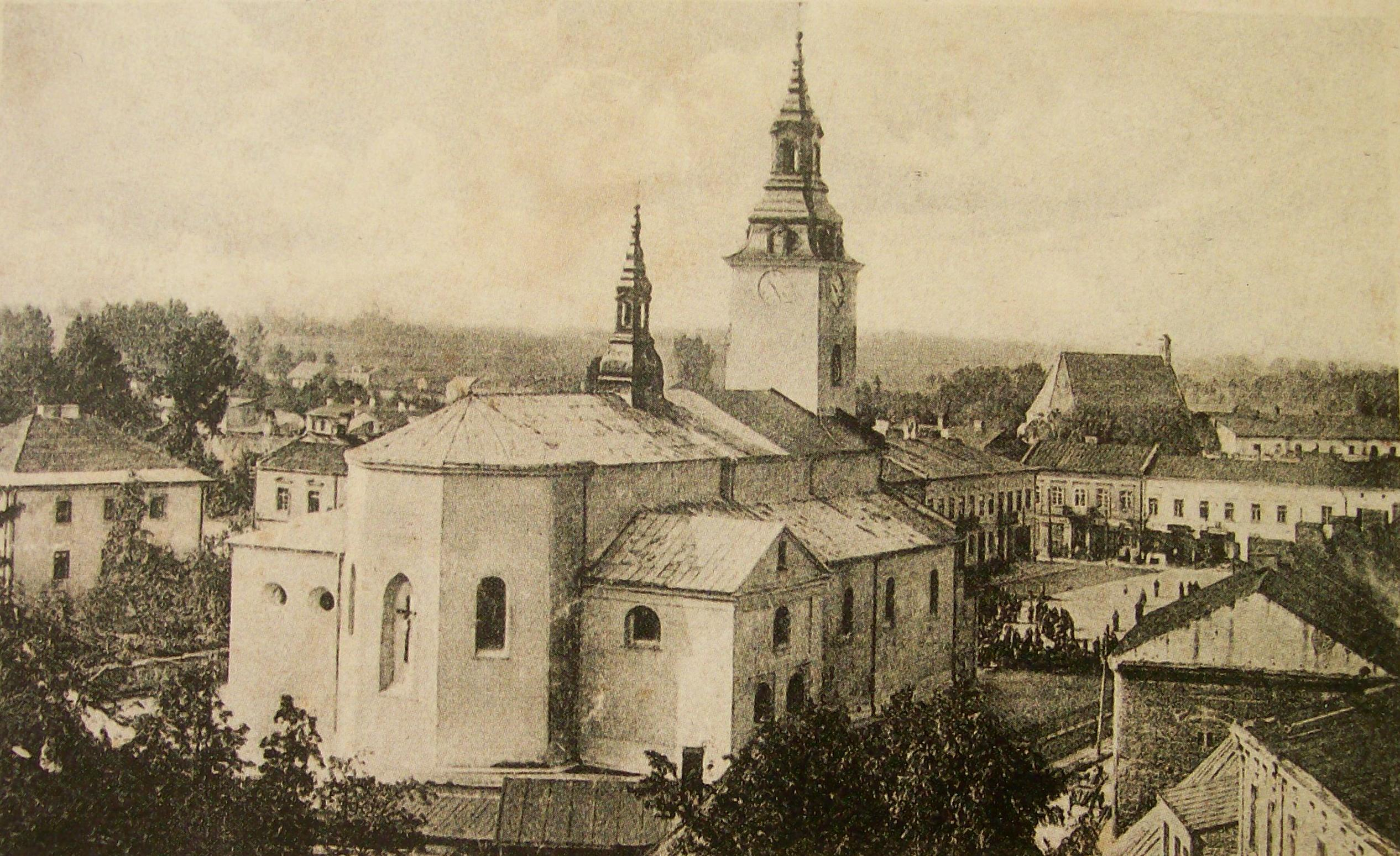
Nieistniejący kościół pokolegiacki św. Michała Archanioła, (1910)

Po rozbiorach Polski miasto znalazło się pod zaborem pruskim, a następnie rosyjskim.

### Żydzi w Wieluniu
Żydzi osiedlali się w Wieluniu już od połowy XVI wieku, mimo że miasto posiadało tzw. przywilej de non tolerandis Judaeis, wydany w 1566 przez króla Zygmunta Augusta i odnowiony w 1581 przez króla Stefana Batorego, zabraniający Żydom osiedlania się w tym mieście. Z tego powodu w okresie staropolskim Żydów w tym mieście oficjalnie nie było. W 1799 zbudowano pierwszą synagogę, a w 1850 powstał kirkut. W 1897 w mieście było 2732 Żydów (38% ludności). 

### II wojna światowa

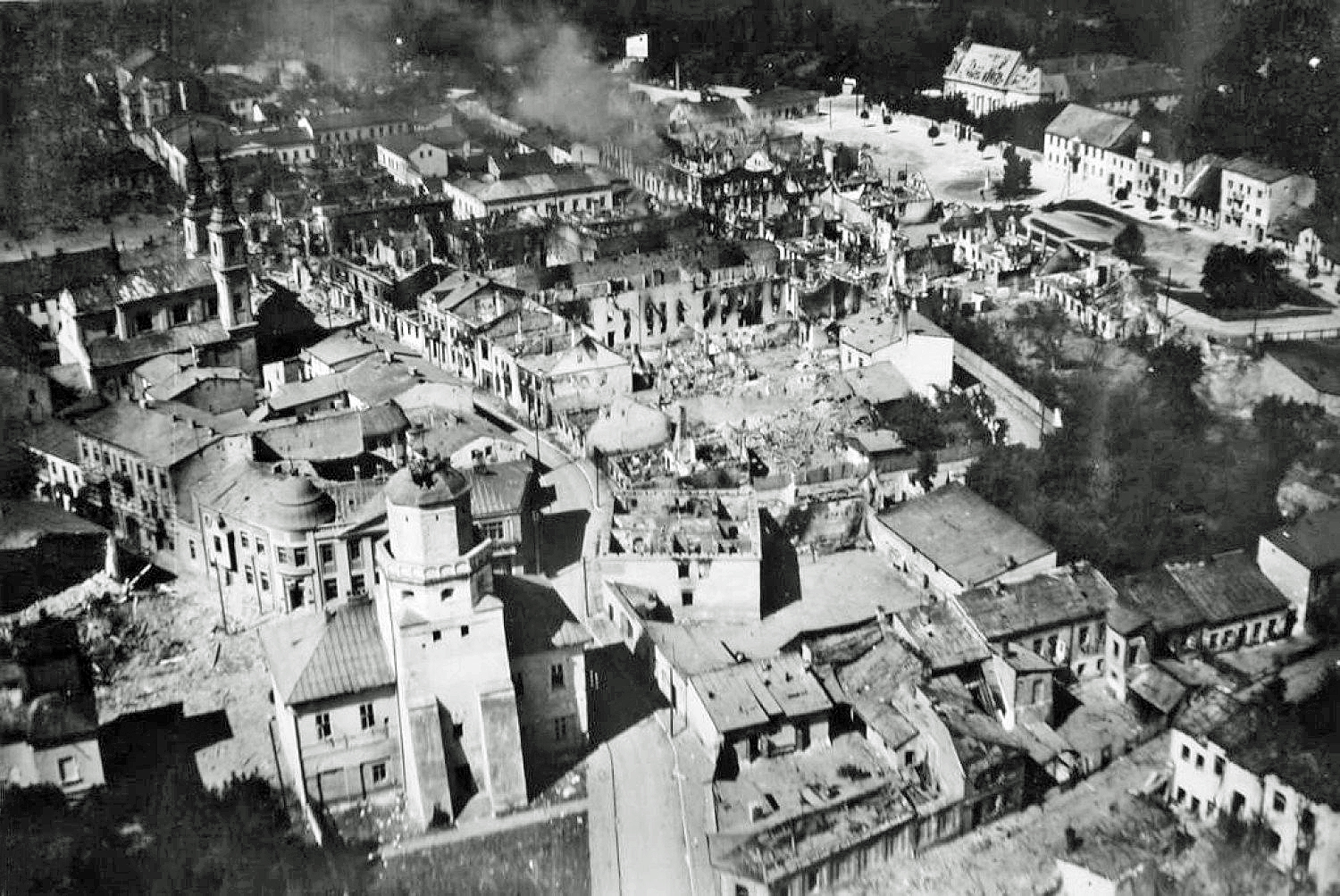
Zniszczenia centrum miasta z 1 września 1939, zdjęcie ze zbiorów Muzeum Ziemi Wieluńskiej

Bombardowanie Wielunia – odbyło się 1 września o godzinie 4:40, a przeprowadziły je bombowce nurkujące Luftwaffe; jest ono często przywoływane jako przykład bestialstwa i nieuzasadnionego terroru niemieckiego lotnictwa.
Na początku okupacji niemieckiej miasto włączono do III Rzeszy. Okupanci używali nazw Welun w latach 1940–1941 i 1942–45 oraz Welungen w latach 1941–1942. Cała ludność żydowska została zebrana w getcie, w sierpniu 1942 przetrzymywana w kościele Bożego Ciała, a potem w większości wymordowana – głównie w obozie zagłady w Chełmnie nad Nerem.
W 1945 w ramach ofensywy styczniowej wojska Armii Czerwonej dotarły do Wielunia, i pomimo znacznego oporu ze strony wojsk niemieckich 18 stycznia 1945 przerwały trwającą od 1939 okupację niemiecką. W zdobyciu Wielunia uczestniczyły 6 i 7 Gwardyjski Korpus Pancerny z 3 Gwardyjskiej Armii Pancernej oraz wojska 52 Armii należące do 1 Frontu Ukraińskiego.

## Demografia

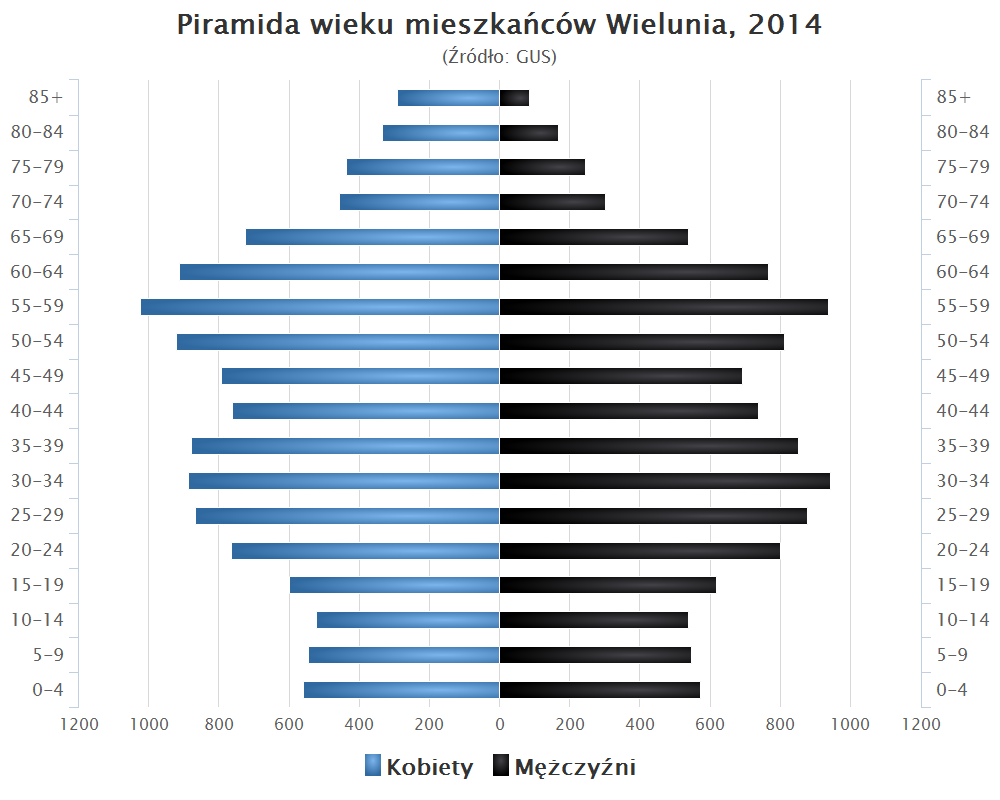
Piramida wieku mieszkańców Wielunia w 2014

### Po 1945
Zbrojne podziemie polskie, walczące z okupantem niemieckim, a potem stacjonującymi jednostkami radzieckimi i UB, przetrwało na ziemi wieluńskiej aż do 1953. W latach 1975–1998 miasto administracyjnie należało do woj. sieradzkiego.

## Zabytki
Zabytkami miasta są:
- Mury obronne

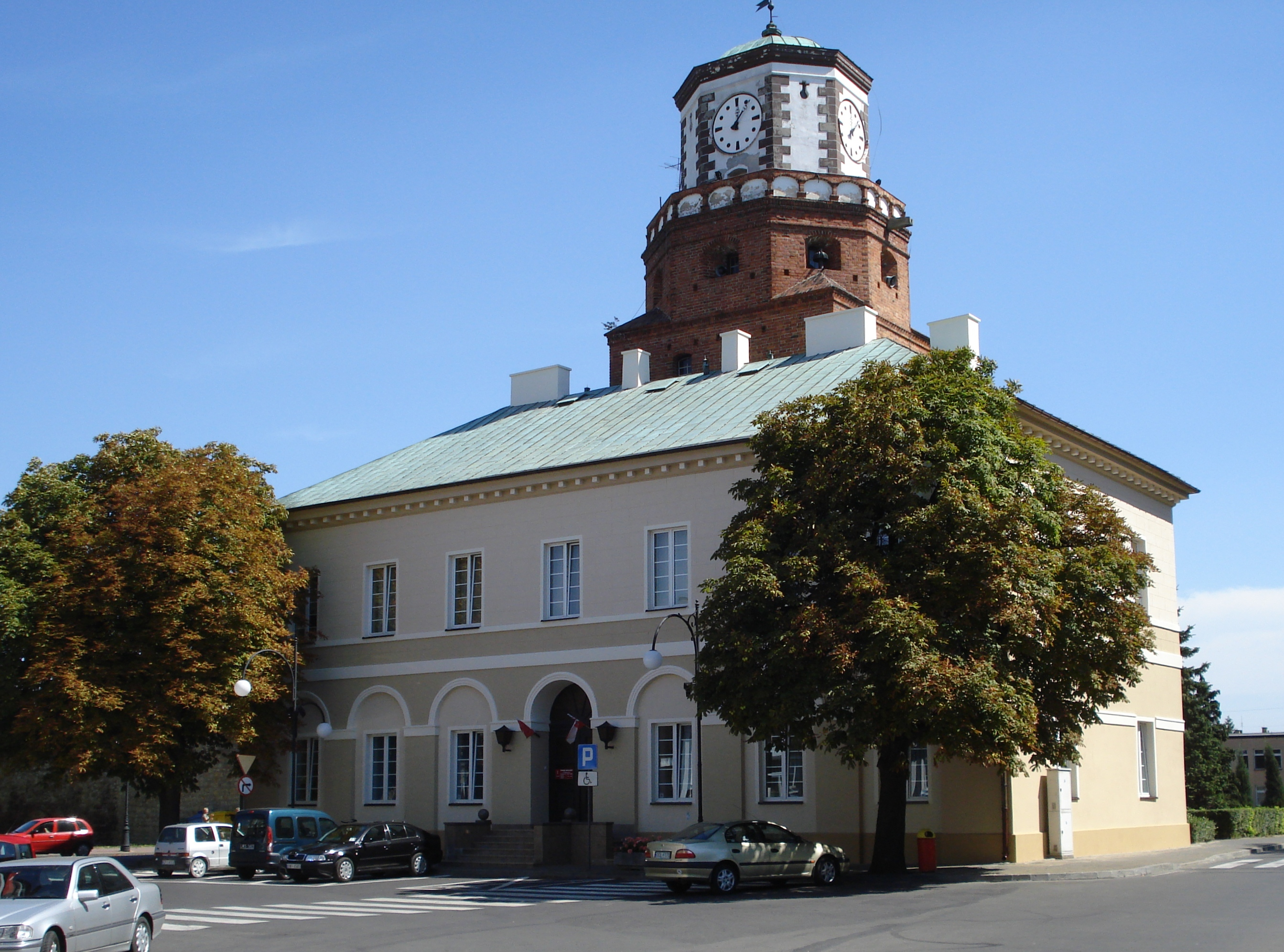
Ratusz i Brama Krakowska

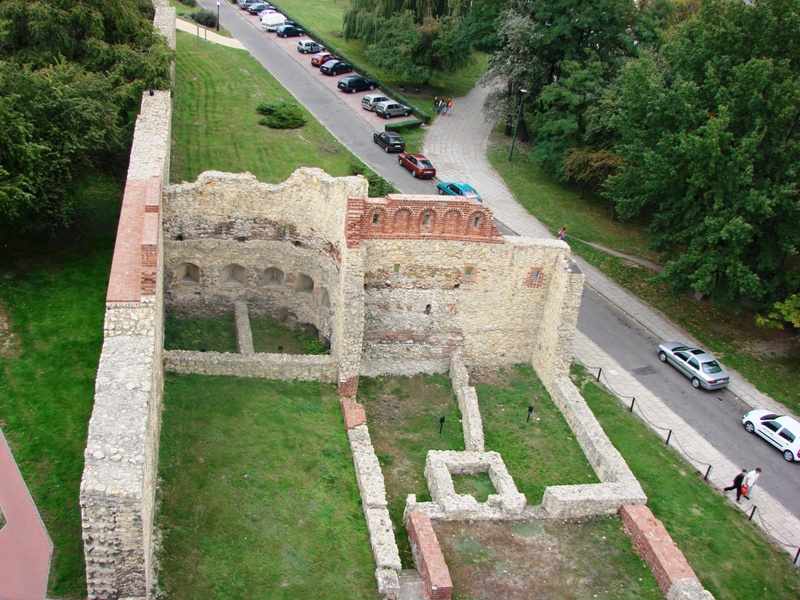
Fragment wieluńskich murów obronnych – baszta prochownia (widok z wieży ratuszowej)

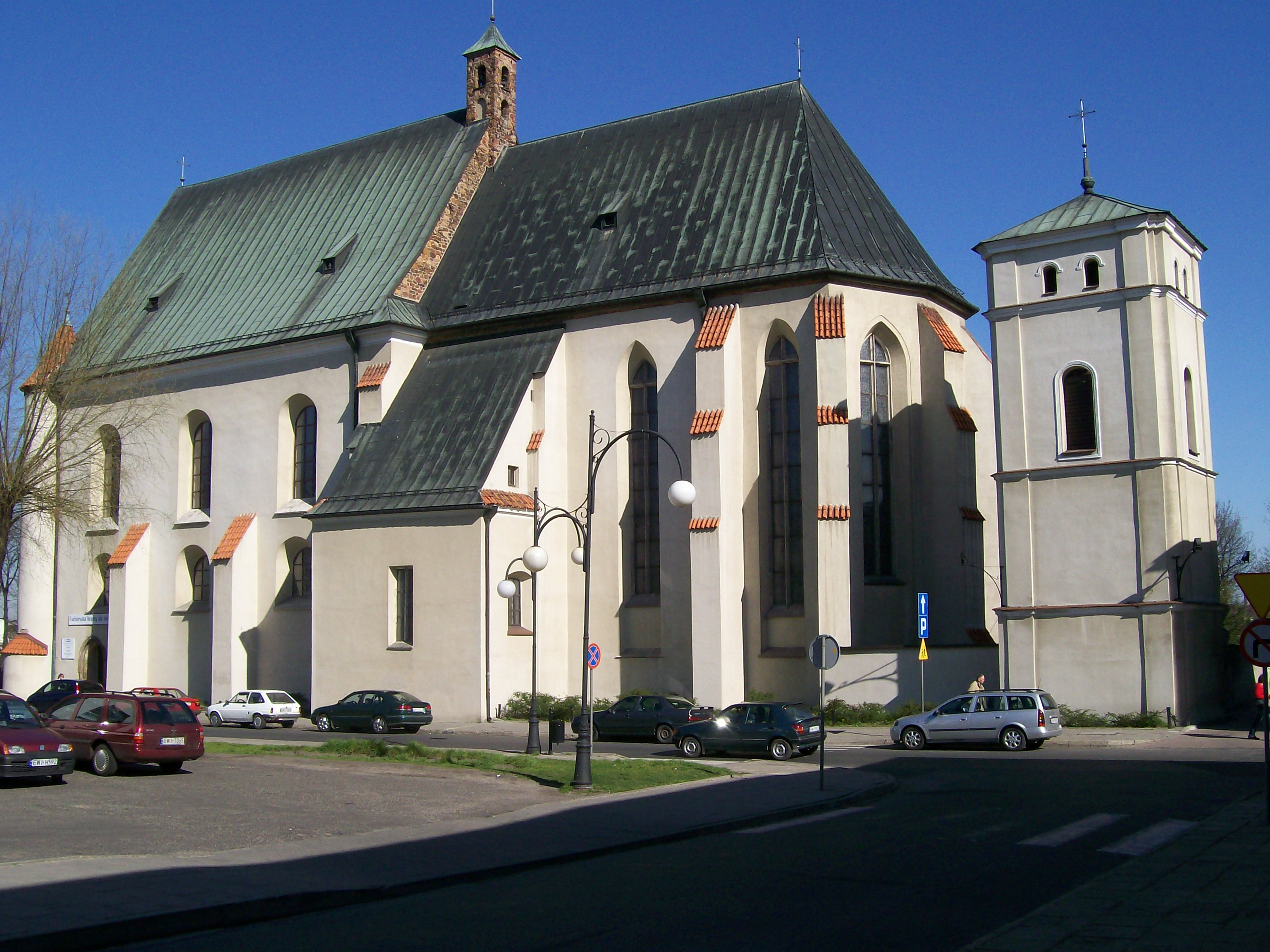
Bazylika kolegiacka Bożego Ciała

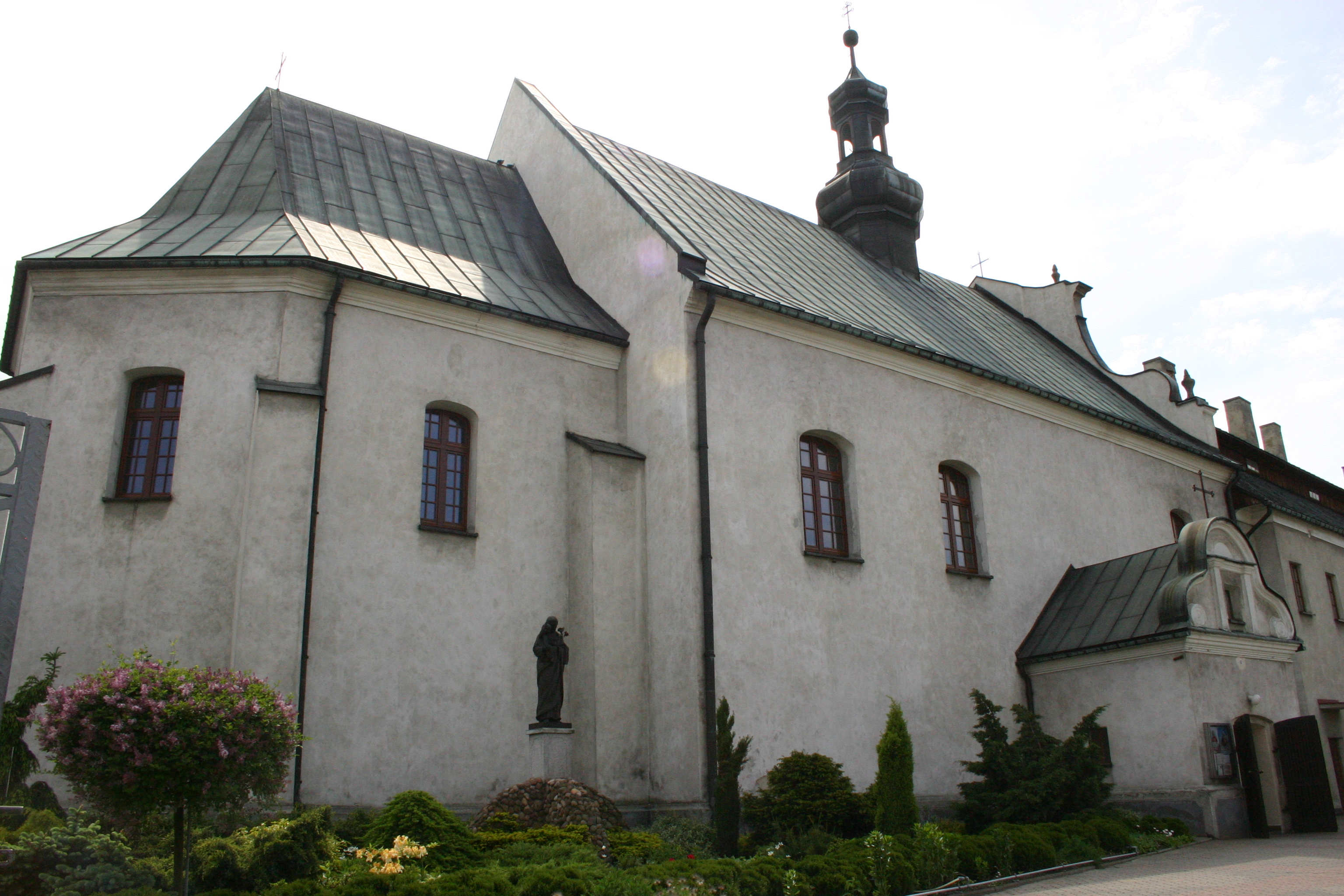
Kościół św. Mikołaja i klasztor Bernardynek

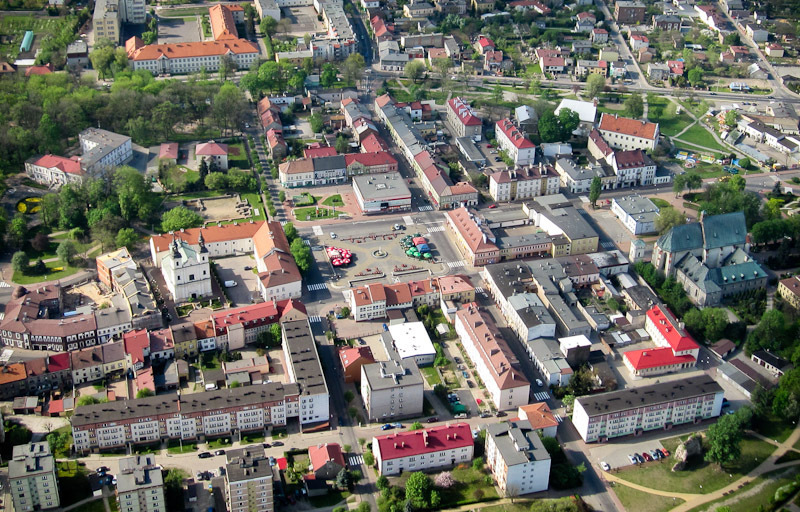
Centrum miasta obecnie – widok z lotu ptaka

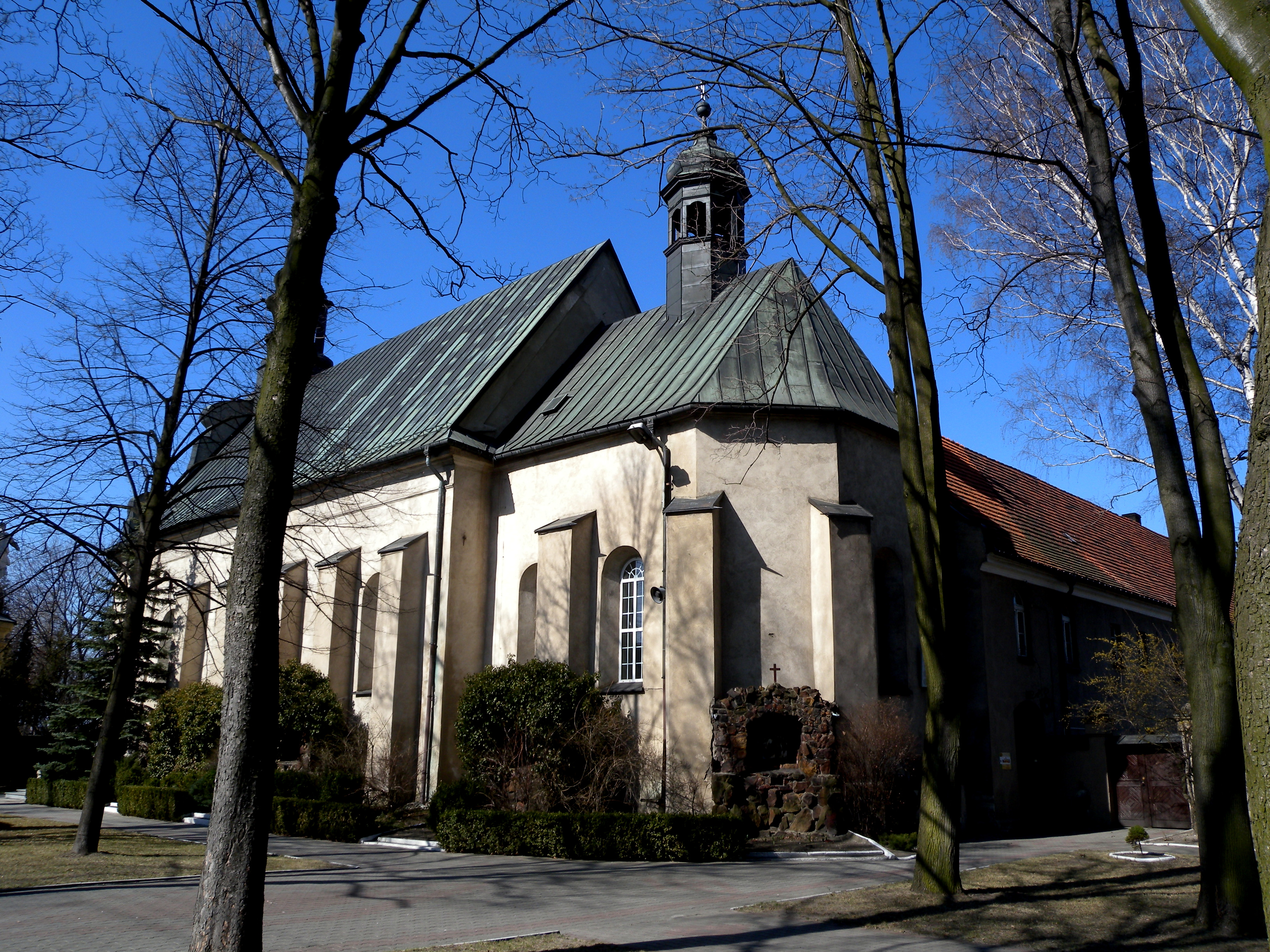
Kościół i klasztor Reformatów

  - Relikty baszty Prochowni i baszty Skarbczyk, baszta Męczarnia oraz baszta Swawola
  - Brama Krakowska i ratusz
  - Brama Kaliska
- Dawny zamek
- Kolegiata Bożego Ciała
- Kościół św. Mikołaja i klasztor Bernardynek
- Kościół św. Barbary
- Kościół i klasztor Reformatów
- Budynek dawnego Kolegium Pijarskiego
- Kościół św. Józefa
- Kościół Ewangelicki
- Budynek Muzeum Ziemi Wieluńskiej
- Cmentarze – rzymskokatolicki i ewangelicki
- Plebania parafii św. Józefa
- Wieluński Dom Kultury – dawna cerkiew

Zabytkami zniszczonymi podczas II wojny światowej i nieodbudowanymi są:
- Kościół św. Michała Archanioła – tzw. Fara, dawna Kolegiata
- Synagoga wieluńska

Budynkami objętymi opieką konserwatorską, ale nieujętymi w rejestrze zabytków są:
- były młyn „Amerykanka”
- hala i budynek administracyjny cukrowni „Wieluń”

## Dzielnice i osiedla Wielunia
- Śródmieście – Najstarsza część miasta zniszczona 1 września 1939 w 90%[19]. Na terenie śródmieścia znajduje się tzw. „Osiedle Okólna”. Część ulic ścisłego centrum objęta jest strefą płatnego parkowania, w której opłaty uiszcza się w automatach wydających bilety parkingowe (parkomaty typu „Pay and display”)
- Osiedle Armii Krajowej (dawniej Osiedle XXV-lecia PRL) – Wznoszone od 1966 roku. Osiedle usytuowane jest pomiędzy ulicami Sieradzką, Traugutta, Grunwaldzką i Pułaskiego.
- Osiedle Bugaj – Na terenie dawnej wsi Bugaj włączonej w granice Wielunia w 1934, między ulicami: Sieradzką, Sucharskiego, Młodzieżową, Traugutta.
- Osiedle Kopernika – Nieduże osiedle wzniesione w latach 1972–1975 między ulicami: Częstochowską, Szkolną, 3 Maja, M. Skłodowskiej-Curie, A. Struga. Do osiedla od strony południowej przylega tzw. osiedle „Poniemieckie” wzniesione przez okupanta w latach 40.
- Osiedle Stare Sady – Wznoszone od 1984. Położone między ulicami: 18 Stycznia, Częstochowską i Nadodrzańską. 54 bloki mieszkalne, od 1993 także segmentowe budownictwo jednorodzinne. W końcu 1997 zamieszkane przez 5109 osób[potrzebny przypis].
- Osiedle Stefana Kardynała Wyszyńskiego (dawniej Osiedle Ludwika Waryńskiego) – Wznoszone w technologii wielkopłytowej od końca lat 70. XX w. Położone między ulicami: POW, Popiełuszki oraz aleją Tadeusza Kościuszki (jedyną aleją w Wieluniu). 41 bloków mieszkalnych, od 1991 także segmentowe budownictwo jednorodzinne. Na osiedlu znajdują się szkoła podstawowa, gimnazjum, przedszkole oraz cztery supermarkety.
- Osiedle Wojska Polskiego – Jedno ze starszych wieluńskich osiedli, w większości komunalne, położone między ulicami: Biedala, Sucharskiego, Młodzieżową, Wojska Polskiego.
- Osiedle domków jednorodzinnych „Za szpitalem” – Położone w obrębie ulic: Wiśniowa, J.Żubr, Graniczna, 3 Maja. Usytuowane na terenach częściowo włączonej do Wielunia wsi Gaszyn. Osiedle to powstało w oparciu o budownictwo jednorodzinne.
- Niedzielsko – Wieś całkowicie włączona do Wielunia w 1988. Potoczna nazwa tej dzielnicy to „Cukrownia”. Znajdują się tam: nieczynna od 2002 roku cukrownia „Wieluń”, Bałtyk-Gaz (zakład gazownictwa bezprzewodowego), Korona (wytwórnia świec), Wielton, Neotech, Patrol, Ekomal, Biosow (oczyszczalnie ścieków), Wigal i inne zakłady pracy.
- Chrusty – Wieś całkowicie włączona do Wielunia w 1988, składa się na nią kilka ulic, z których najistotniejszą jest ulica Jagiełły
- Berlinek – Teren między osiedlem Stare Sady a linią kolejową Wieluń – Herby Nowe. Osiedle wzniesione w latach hitlerowskiej okupacji, pierwotnie o architekturze charakterystycznej dla niemieckich wiosek, obecnie ten charakter zatraca. Spowodowane to jest intensywnym rozwojem budownictwa jednorodzinnego.
- Osiedle Stodolniana – Osiedle bloków komunalnych znajdujące się przy ul. Stodolnianej, pomiędzy ul. Popiełuszki a linią kolejową nr 181 w rejonie przystanku kolejowego Wieluń Miasto.
- Osiedle Moniuszki – Nieduże osiedle znajdujące się prawie w samym centrum miasta, sąsiadujące z dwoma supermarketami oraz dworcem autobusowym.
- Podszubienice – Teren obejmujący ulice: Powstańców 1863, Sybiraków, Stadionu WOSiR, parku im. Mieczysława Kałuży i lasku miejskiego. Nazwa ta pojawiła się w 1844. W latach 1863–1864 Rosjanie dokonywali tu egzekucji na uczestnikach powstania styczniowego.
- Kijak – Teren obejmujący ulice: Kijak, Joanny Żubr, Graniczną, i przyległe. Na Kijaku znajduje się nieczynny od 1939 cmentarz żydowski.
- Błonie – Teren obejmujący ulice: Kochelskiego, Błońską, Wodną, Poprzeczną, Sejmu Czteroletniego i Wodną (tereny pomiędzy linią kolejową a ulicą Głowackiego).
- Osiedle „Poniemieckie” – Teren obejmujący ulice: M. Skłodowskiej-Curie, Paderewskiego i Roosevelta, znajdujący się pomiędzy os. Kopernika, ul. 3 Maja i cmentarzem rzymskokatolickim. Większość bloków wybudowano podczas niemieckiej okupacji.

## Klimat
| Miesiąc | I     | II    | III   | IV    | V     | VI    | VII   | VIII  | IX    | X     | XI    | XII   |
| --- | ----- | ----- | ----- | ----- | ----- | ----- | ----- | ----- | ----- | ----- | ----- | ----- |
| Najwyższa temperatura dzienna (°C)                                                                                         | +8,3  | +12,7 | +19,7 | +21,9 | +25,5 | +32,7 | +34,3 | +31,9 | +25,6 | +22,8 | +14,1 | +6,8  |
| Najniższa temperatura dzienna (°C)                                                                                         | –32,6 | –27,4 | –3,0  | –2,5  | +0,7  | +6,6  | +8,4  | +7,6  | +5,0  | –0,1  | –6,7  | –16,2 |
| Źródło: Typowe lata meteorologiczne i statystyczne dane klimatyczne dla obszaru Polski do obliczeń energetycznych budynków |       |       |       |       |       |       |       |       |       |       |       |       |

## Przemysł

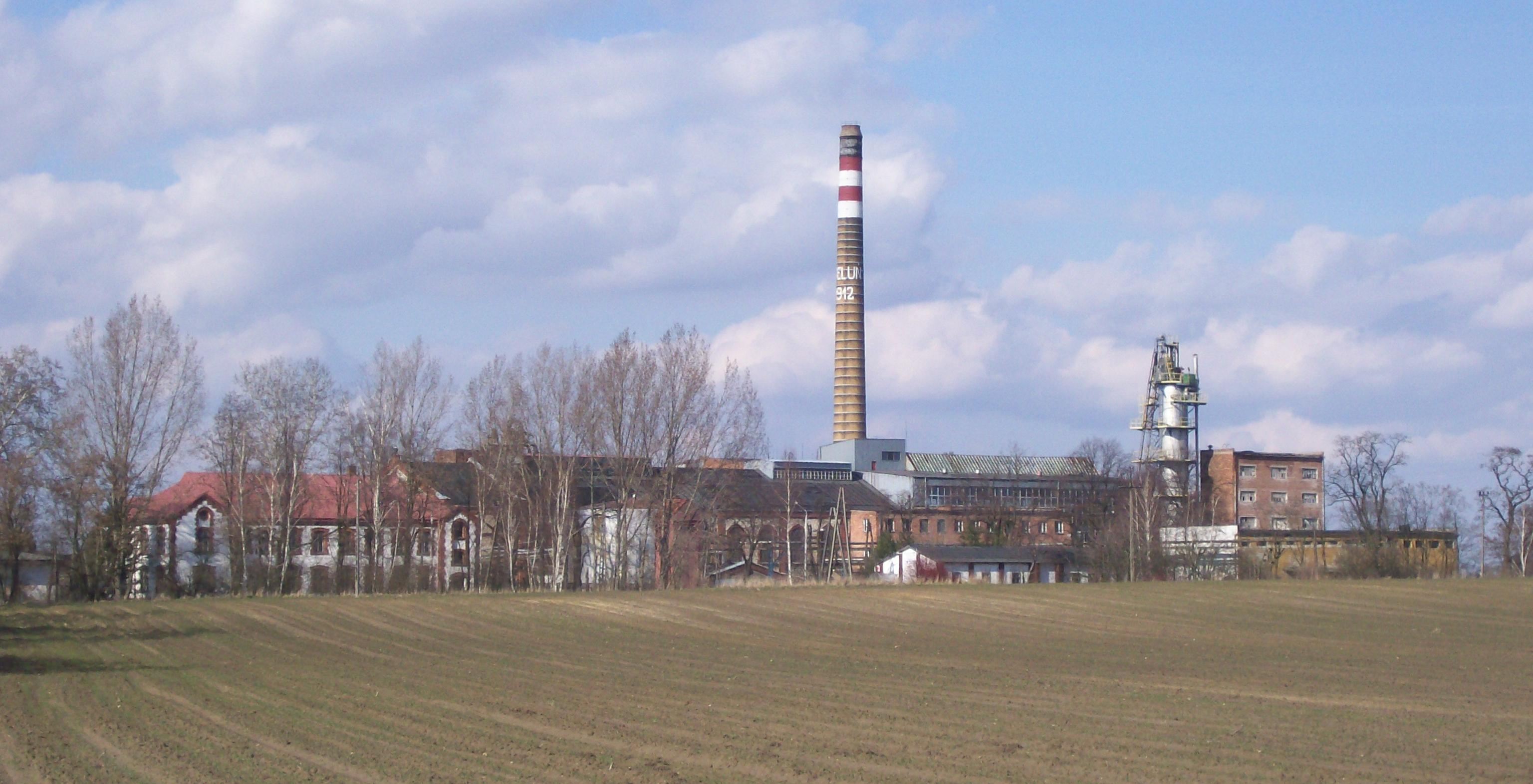
Cukrownia „Wieluń” – widok ogólny

Pierwszy duży zakład przemysłowy powstał w Wieluniu w 1912 – była nim działająca do 2002 cukrownia „Wieluń”. Największym zakładem w historii miasta był działający do tej pory w zredukowanym wymiarze ZUGiL (Zakłady Urządzeń Galwanicznych i Lakierniczych).
Większość dużych zakładów produkcyjnych ulokowana jest w północnej części miasta (Niedzielsko, Błonie i tereny przyległe), gdzie funkcjonuje także podstrefa „Wieluń” Łódzkiej Specjalnej Strefy Ekonomicznej. W Wieluniu rozwija się przemysł odzieżowy – siedzibę ma PPHU Cosma, ponadto punkt dystrybucji na cały kraj posiada Veva. Siedzibe w mieście ma Grupa Wielton.

## Energetyka

### Energia elektryczna
Energia elektryczna dystrybuowana jest przez: PGE Dystrybucja S.A.– Oddział Łódź. Po połączeniu w 2016 roku, rejonu energetycznego Wieluń z rejonem Bełchatów, siedzibę byłego rejonu wieluńskiego przekształcono w posterunek energetyczny.
Obecnie do miasta energię elektryczną doprowadzają niezależne linie wysokiego napięcia 110 kV:
- linia Trębaczew – Wieluń; (dwutorowa, konstrukcja kratownicowa),
- linia Złoczew – Wieluń; (jednotorowa, konstrukcja kratownicowa),
- linia Janinów – Wieluń; (jednotorowa,konstrukcja kratownicowa),
- linia Wieruszów – Wieluń; (jednotorowa, konstrukcja rurowa).

Linie te zbiegają się w głównym punkcie zasilania (GPZ) zlokalizowanym w północnej części Wielunia. Planowane są także budowy dodatkowego łącznika pomiędzy liniami o napięciu 110 kV Trębaczew – Wieluń oraz Janinów – Wieluń, biegnącego po wschodnich obrzeżach miasta, w większej części poza jego granicami – oraz drugiego GPZ („Sady”) w południowo-wschodniej części miasta.
Od kwietnia 1916 do lipca 1939 w Wieluniu funkcjonowała samodzielna elektrownia miejska o mocy 370 kW.
Od lipca 1939 roku miasto jest włączone do krajowych sieci elektroenergetycznych.

### Gazownictwo
Od 2011 roku funkcjonuje system zaopatrzenia w gaz ziemny, w skład którego wchodzą: gazociąg wysokiego ciśnienia (63 bary), stacja redukcyjna zlokalizowana w rejonie ulicy Sybiraków oraz sieć dystrybucyjna średniego ciśnienia. Operatorem sieci gazowej jest EWE energia sp. z o.o.
Bałtyk Gaz sp. z o.o. posiada na terenie Wielunia Zakład Gazownictwa Bezprzewodowego (LPG), zlokalizowany przy ulicy Długosza.

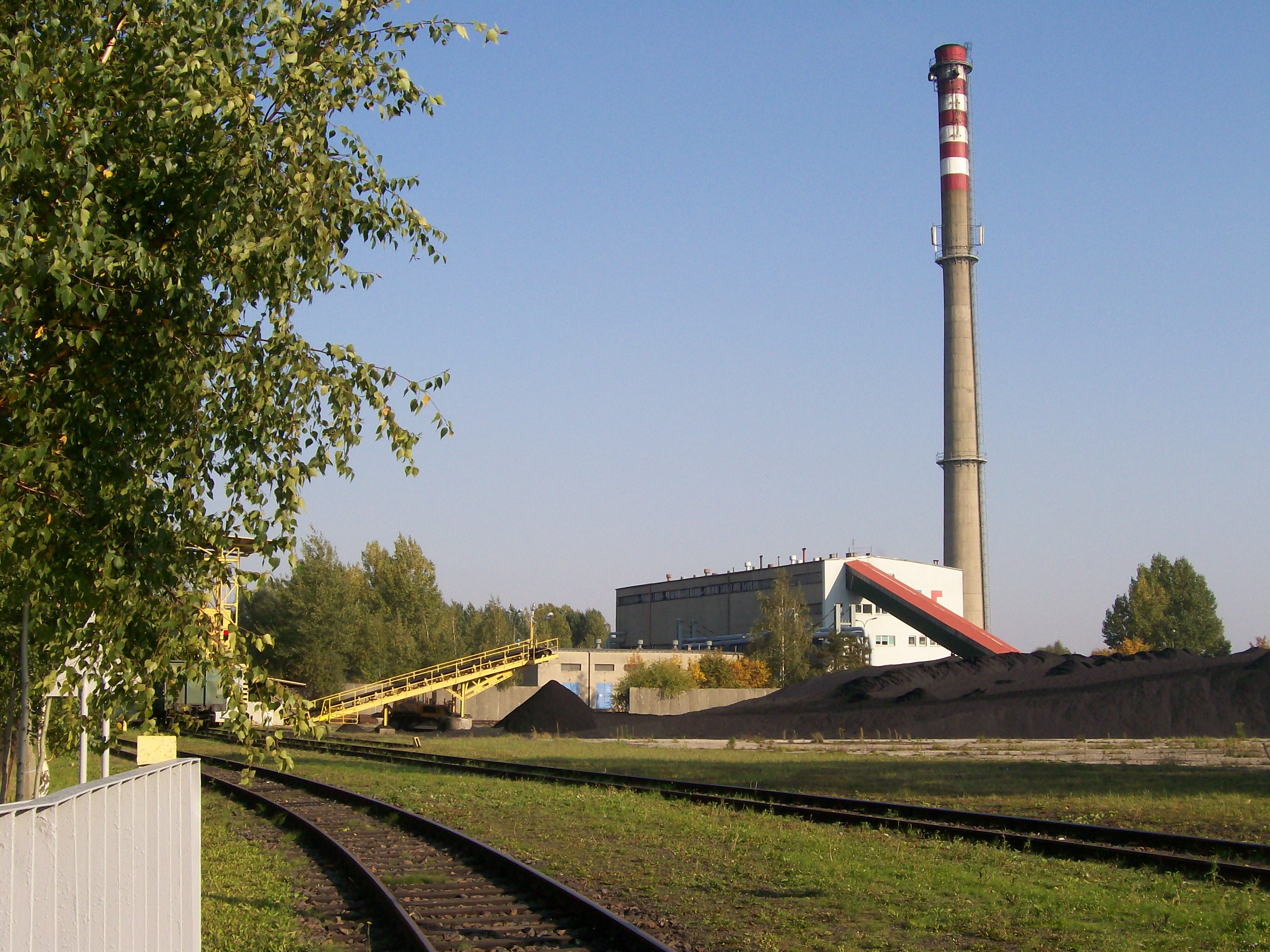
Ciepłownia przy ulicy Ciepłowniczej

### Energia cieplna
Produkcją i dystrybucją energii cieplnej na terenie miasta zajmuje się prawie wyłącznie Energetyka Cieplna Wieluń Sp. z o.o.
Jej majątek stanowią:
- sieć ciepłownicza
- ciepłownia miejska zlokalizowana przy ulicy Ciepłowniczej, o mocy 51,10 MW (pierwotnie 90 MW) z kominem o wysokości 100 metrów,
- dodatkowa kotłownia o mocy 360 KWt w Niedzielsku
- projektowana ciepłownia na biomasę o mocy 10 MW (przy ulicy Ciepłowniczej, lata realizacji 2021–2023[24]).

Ciepłownia zasila w ciepło centrum miasta, większe osiedla, szkoły i szpital, natomiast kotłownia – leżącą na obrzeżach dzielnicę „Cukrownia”.
Ciepłownia jest wyposażona w trzy kotły typu WR-25, z których wyprodukowane ciepło dystrybuowane jest siecią o długości 42,61 km.
Polityka energetyczna miasta, jak i przedsiębiorstwa zakłada systematyczną likwidację niskiej emisji.
Udziałowcami spółki są: Gmina Wieluń, Transbed Sp z o.o. oraz WSM (Wieluńska Spółdzielnia Mieszkaniowa).

## Transport

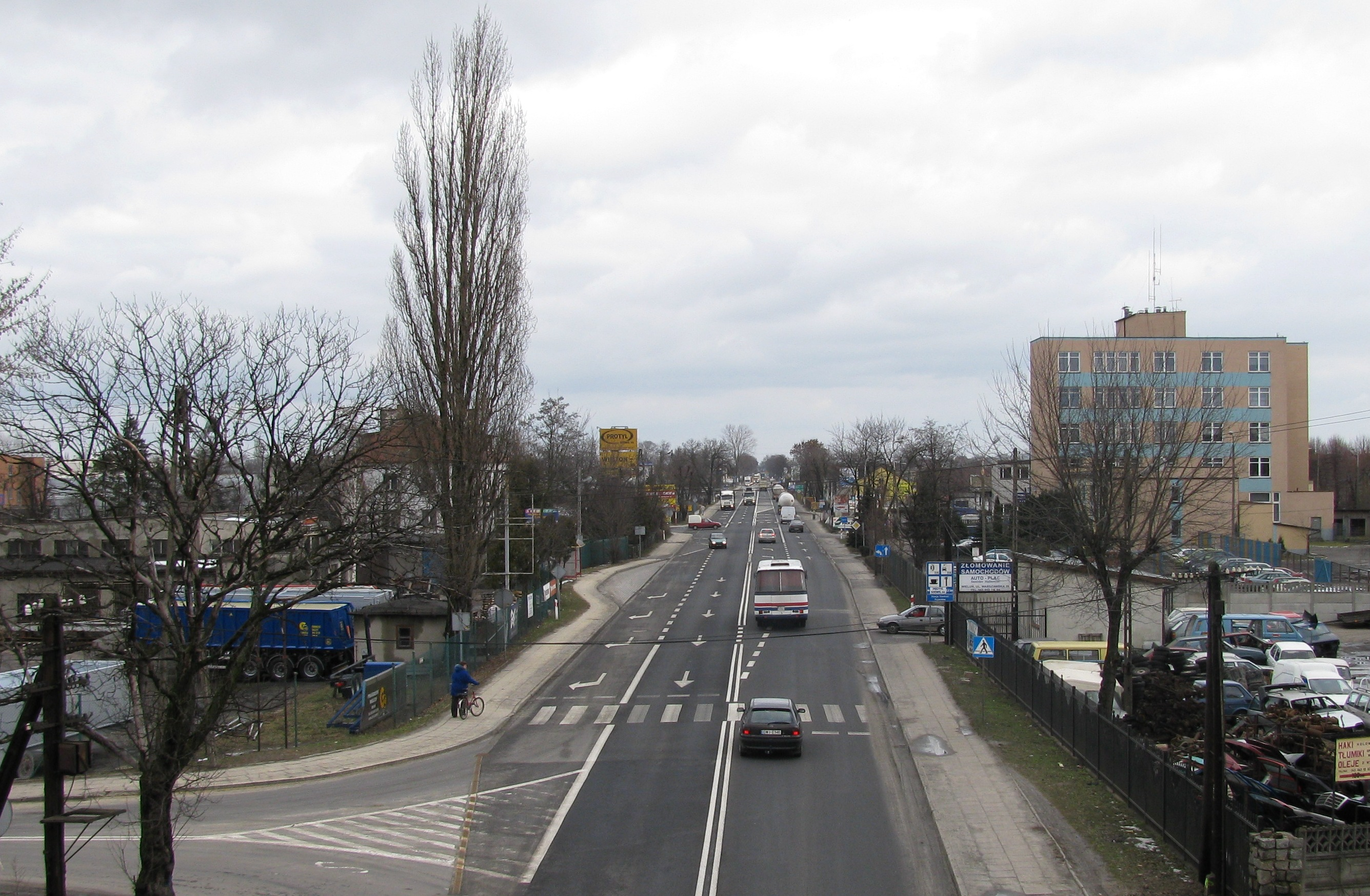
Droga Wojewódzka nr 488 na wylocie z Wielunia (fragment ul. Warszawskiej)

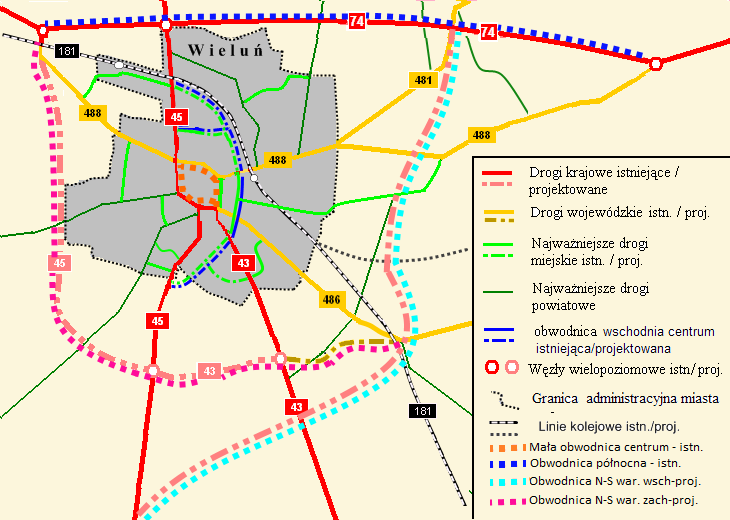
Docelowy układ ważniejszych dróg (obwodnic) na terenach miasta i gminy Wieluń

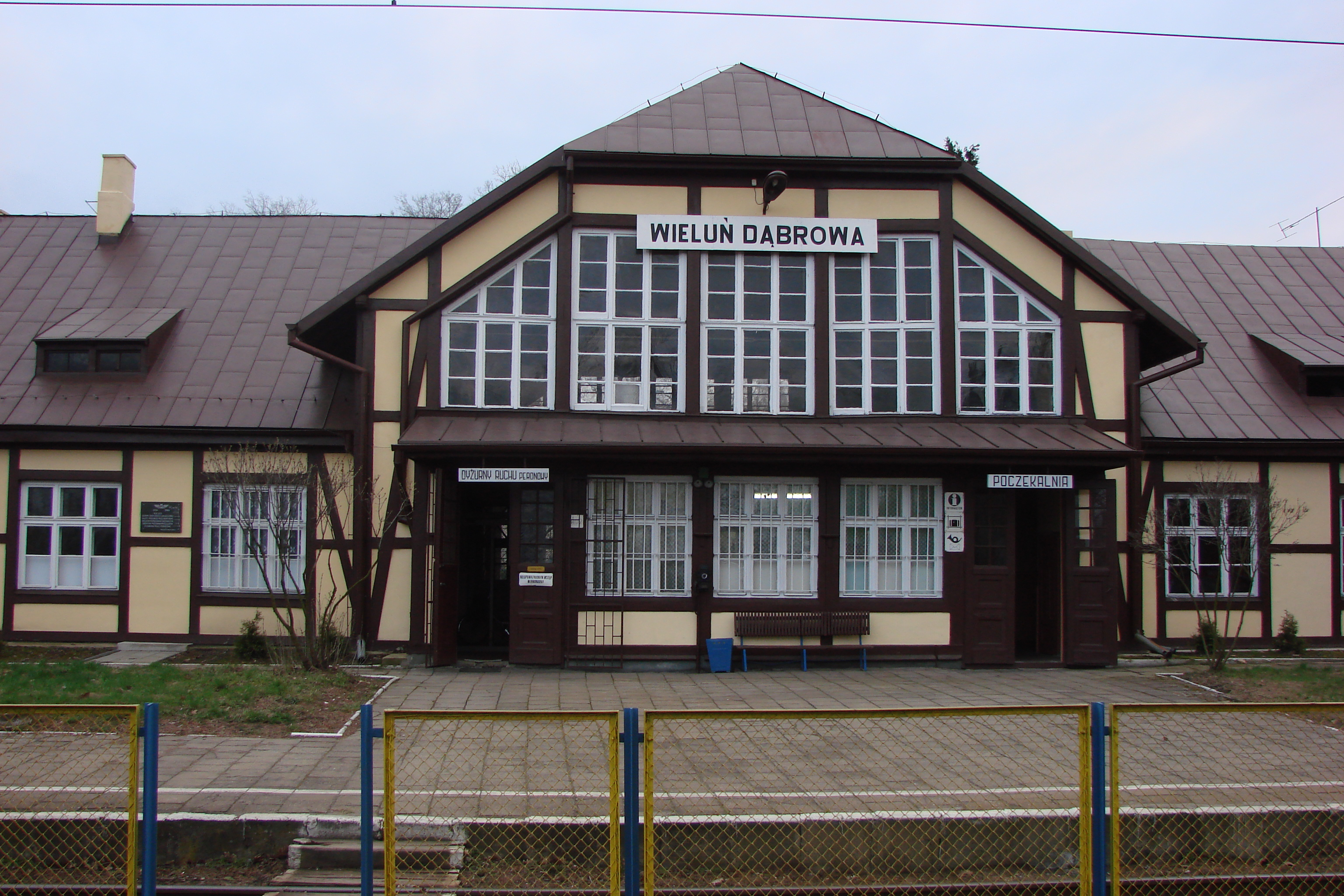
Stacja kolejowa: Wieluń Dąbrowa

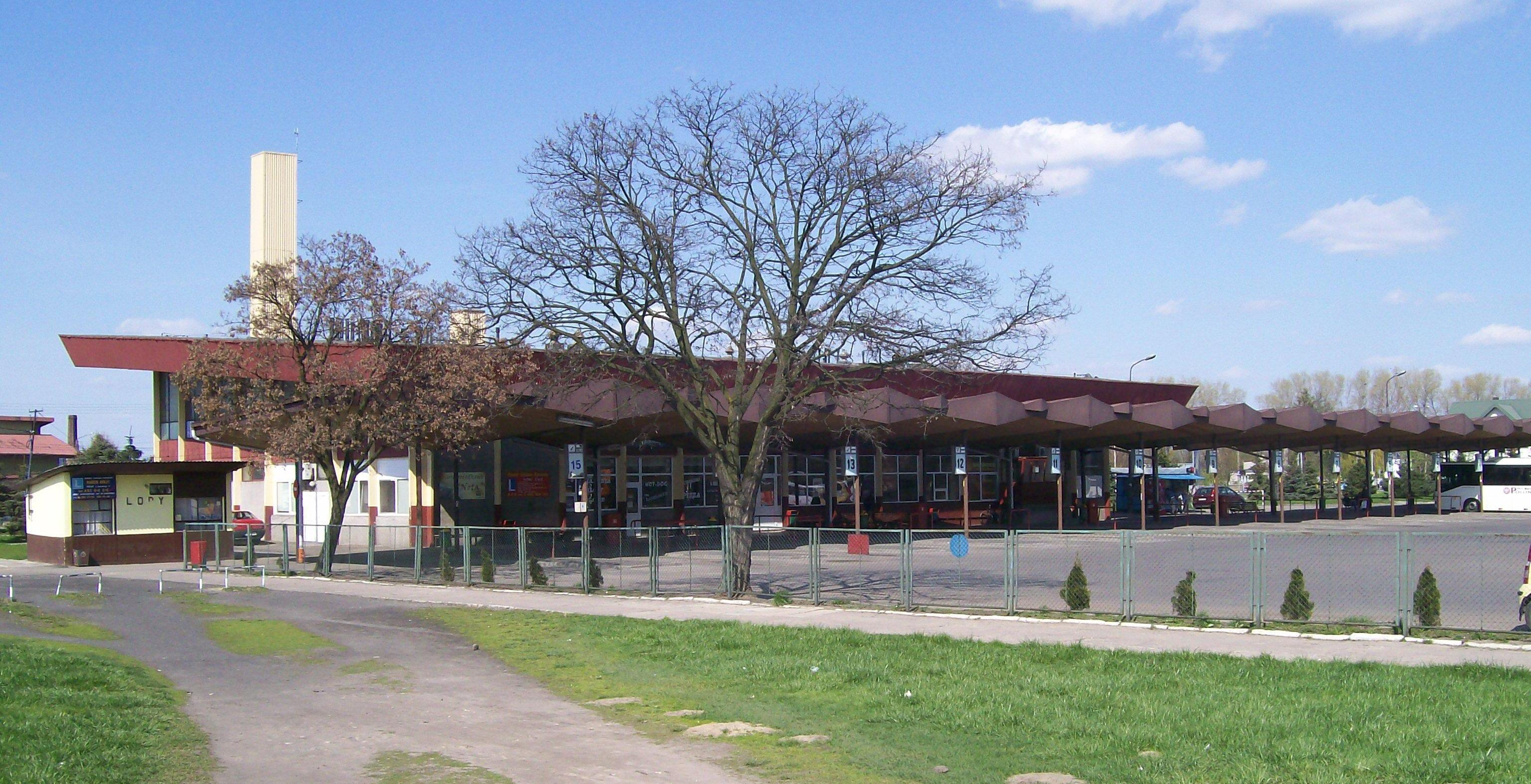
Stary, nieistniejący już dworzec autobusowy z 1976 roku, widok od ul. Chopina

### Transport drogowy
Wieluń stanowi ważny węzeł komunikacyjny. Przez miasto przebiegają drogi krajowe:
- 43 Wieluń – Krzepice – Kłobuck – Częstochowa
- 45 Racibórz – Opole – Kluczbork – Wieluń – Złoczew (węzeł S8)
- 74 Walichnowy (węzeł S8)– Wieluń (obwodnica) – Bełchatów – Piotrków Tryb. – Kielce – Zamość – Zosin (granica państwa )

oraz wojewódzkie:
- 481 Wieluń – Widawa – Łask
- 486 Wieluń – Działoszyn

30 marca 2017 roku została oddana do użytku obwodnica północna miasta w ciągu drogi krajowej nr 74. Docelowo ma powstać również obwodnica północ-południe w ciągu dróg krajowych 43 i 45 w ramach „Programu Budowy 100 Obwodnic”. Zakończono również pierwszy odcinek drogi średnicowej, która po ukończeniu inwestycji odciąży starą obwodnicę śródmiejską. W okolicy Wielunia przebiega droga ekspresowa S8, na której w pobliżu miasta zlokalizowano dwa węzły drogowe: „Wieluń” na zachód i „Złoczew” na północ od Wielunia.
Zapowiadana jest też realizacja 70-kilometrowego traktu „Kalisko-Wieluńskiego” łączącego Wieluń z Kaliszem.

### Transport kolejowy
- 181 Herby Nowe – Krzepice – Wieluń – Wieruszów – Kępno – Syców – Oleśnica
- (w projektowaniu)  648 Wieluń – Wierzchlas – Siemkowice – Chorzew Siemkowice

Przez miasto przebiega wybudowana w 1926 linia kolejowa nr 181 z Herbów Nowych do Oleśnicy (pierwotnie budowana jako Kalety-Podzamcze). Trwają prace nad koncepcją połączenia kolejowego Wielunia z linią kolejową nr 131, oznaczonej jako linia kolejowa nr 648docelowo z przedłużeniem do Bełchatowa. Obecnie miasto posiada stację kolejową Wieluń Dąbrowa w północno-zachodniej części miasta oraz przystanek Wieluń Miasto, znajdujący się tuż przy wiadukcie nad drogą wojewódzką nr 488. W razie realizacji łącznika linii 181 z linią 131, rozważane jest powstanie dodatkowego przystanku osobowego Wieluń-Berlinek, zlokalizowanego pomiędzy ulicami POW i Kościuszki. Do 31 sierpnia 1989 funkcjonowała Wieluńska Kolej Wąskotorowa, która łączyła Wieluń z Praszką.

### Przewozy autobusowe
Komunikację autobusową z okolicą oraz poprzez kilka kursów dalekobieżnych z krajem zapewniają głównie PKS Wieluń, oraz nowoczesny, wybudowany w 2014 roku dworzec autobusowy, obsługujący również komunikację międzynarodową.

### Komunikacja miejska
Wieluń posiada system komunikacji miejskiej funkcjonujący od 1988 roku. Sieć transportu zbiorowego składa się obecnie z dziewięciu regularnych linii obsługiwanych transportem autobusowym. Kursy w ramach ośmiu z nich odbywają się nie tylko wewnątrz strefy miejskiej, lecz również docierają do wybranych sołectw położonych w gminie Wieluń. Znaczną część linii cechuje mnogość wariantów przebiegu tras oraz punktów początkowych i końcowych trasy. Sprawia to, że system może być stosunkowo nieczytelny, zwłaszcza dla osób nie odznaczających się biegłą znajomością obszarów miasta i gminy Wieluń. Autobusy kursują w następujących relacjach:
- Linia A: Dw. PKP Wieluń-Dąbrowa – Stare Sady – (Ruda) – (Rychłowice)
- Linia B: (Bieniądzice) – Rozlewnia gazu – Stare Sady – (Ruda)
- Linia C: Dw. PKP Wieluń-Dąbrowa – ul. POW – (Olewin) – (Sieniec)
- Linia D: (Piaski) – (Kurów) – Stadion – Ruda
- Linia D – BIS: (Piaski) – Dw. PKP Wieluń-Dąbrowa – pl. Legionów – (ul. POW)
- Linia E: Rozlewnia gazu – Stare Sady
- Linia F: Pl. Legionów – Kadłub
- Linia G: (Bieniądzice) – Rozlewnia gazu – ul. Częstochowska
- Linia H: Pl. Legionów – Jodłowiec

W nawiasach zostały podane nazwy pętli, do których dociera tylko część kursów danej linii.
Obsługa komunikacji miejskiej w Wieluniu została w drodze przetargu powierzona firmie ABX2bus z gminy Rudniki.

#### Tabor

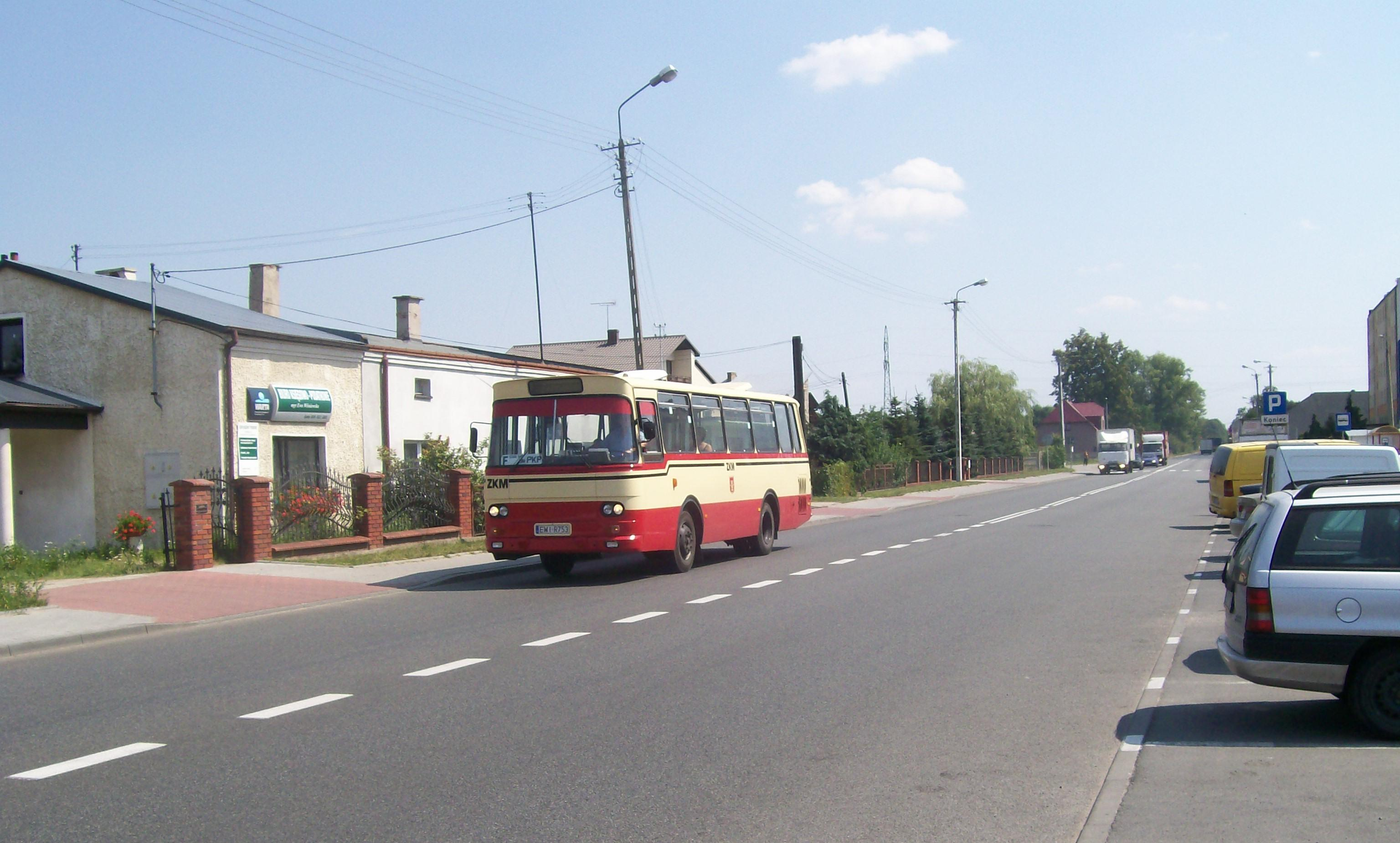
Autosan H9 w barwach wieluńskiego ZKM na ulicy 18 stycznia (DW486)

Do 2004 przewozy były realizowane należącymi do miasta pojazdami typu Autosan H9-35. W latach 2004–2012 odbywała się sukcesywna wymiana pojazdów na krótsze, w wyniku której w 2012 został wycofany ze służby w komunikacji miejskiej ostatni Autosan H9-35. W latach 2012–2022 przewozy realizowane były głównie autobusami o długości 7 metrów, takimi jak Autosan Solina. Kolejna znacząca wymiana taboru przypadła na 2022 rok, kiedy obsługę przewozów przejęła firma ABX2bus. Od tego momentu tabor stanowią dysponujące jednymi drzwiami dla pasażerów busy w zabudowie firmy Mercus. Od 2022 roku całość użytkowanego w komunikacji miejskiej taboru autobusowego zapewnia przewoźnik – zwycięzca przetargu na obsługę linii autobusowych.

### Transport lotniczy
Najbliższy port lotniczy znajduje się w Łodzi. 17 listopada 2017 przy Szpitalu im. Zygmunta Patryna otwarto lądowisko sanitarne.

## Gospodarka wodą, ściekami i odpadami

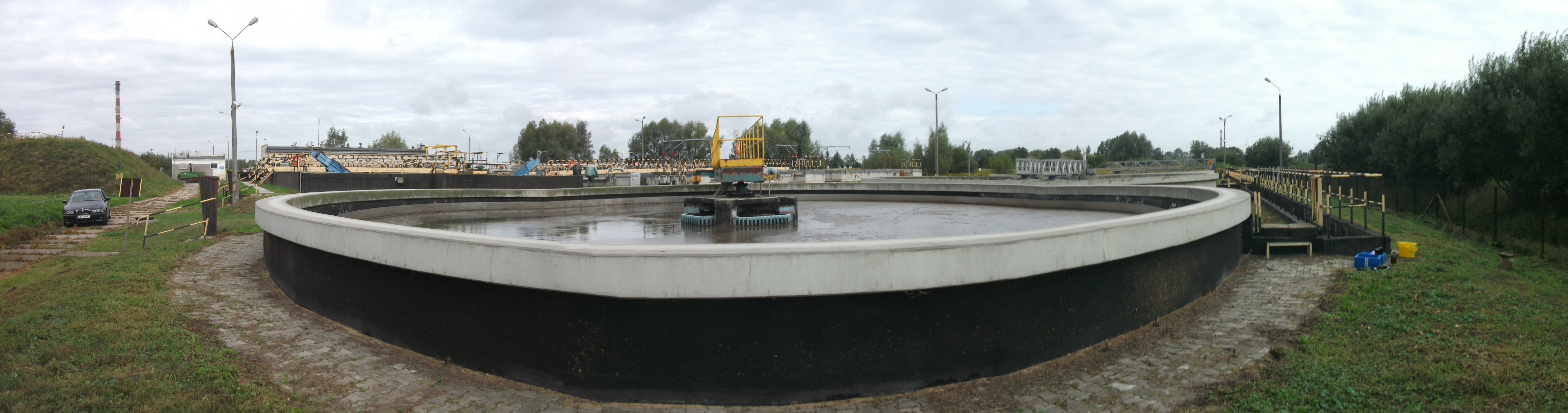
Widok na fragment oczyszczalni ścieków w Wieluniu

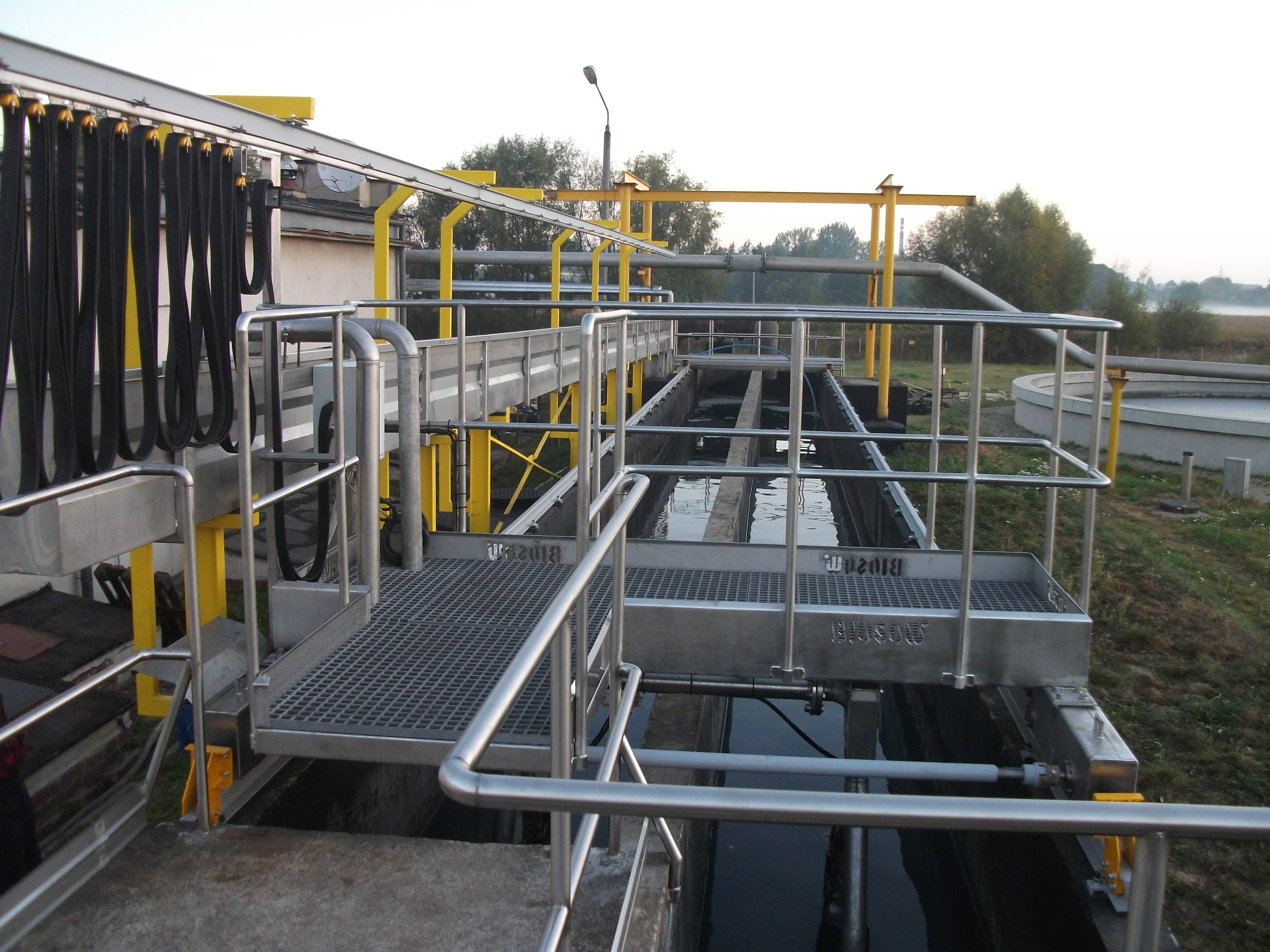
Piaskownik w komunalnej oczyszczalni ścieków w Wieluniu

### Woda
Miasto zaopatrywane jest w wodę z czterech ujęć:
- „Częstochowska” – trzy studnie (120 m³/h), zbiorniki magazynowe (2 × 2500 m³), stacja uzdatniania
- „Ruda” – trzy studnie (50 m³/h)
- „Piłsudskiego” – dwie studnie (192 m³/h)
- „Jagiełły/Cukrownia” (ujęcie w rezerwie – czasowo wyłączone z eksploatacji)

### Ścieki
Ścieki komunalne odprowadzane są do oczyszczalni komunalnej o wydajności 15 000 m³/d, zlokalizowanej na Błoniach. W sąsiedztwie oczyszczalni komunalnej funkcjonuje oczyszczalnia ścieków przemysłowych (mleczarskich) o przepustowości 2044 m³/d. Większość ścieków deszczowych z terenu miasta oraz ścieki z wymienionych powyżej dwóch oczyszczalni odprowadzane są do Kanału Wieluńskiego.

### Odpady
Odpady z terenu miasta trafiają w większości na komunalne składowisko w Rudzie, na którego terenie funkcjonują sortownia oraz kompostownia odpadów biodegradowalnych.

## Edukacja

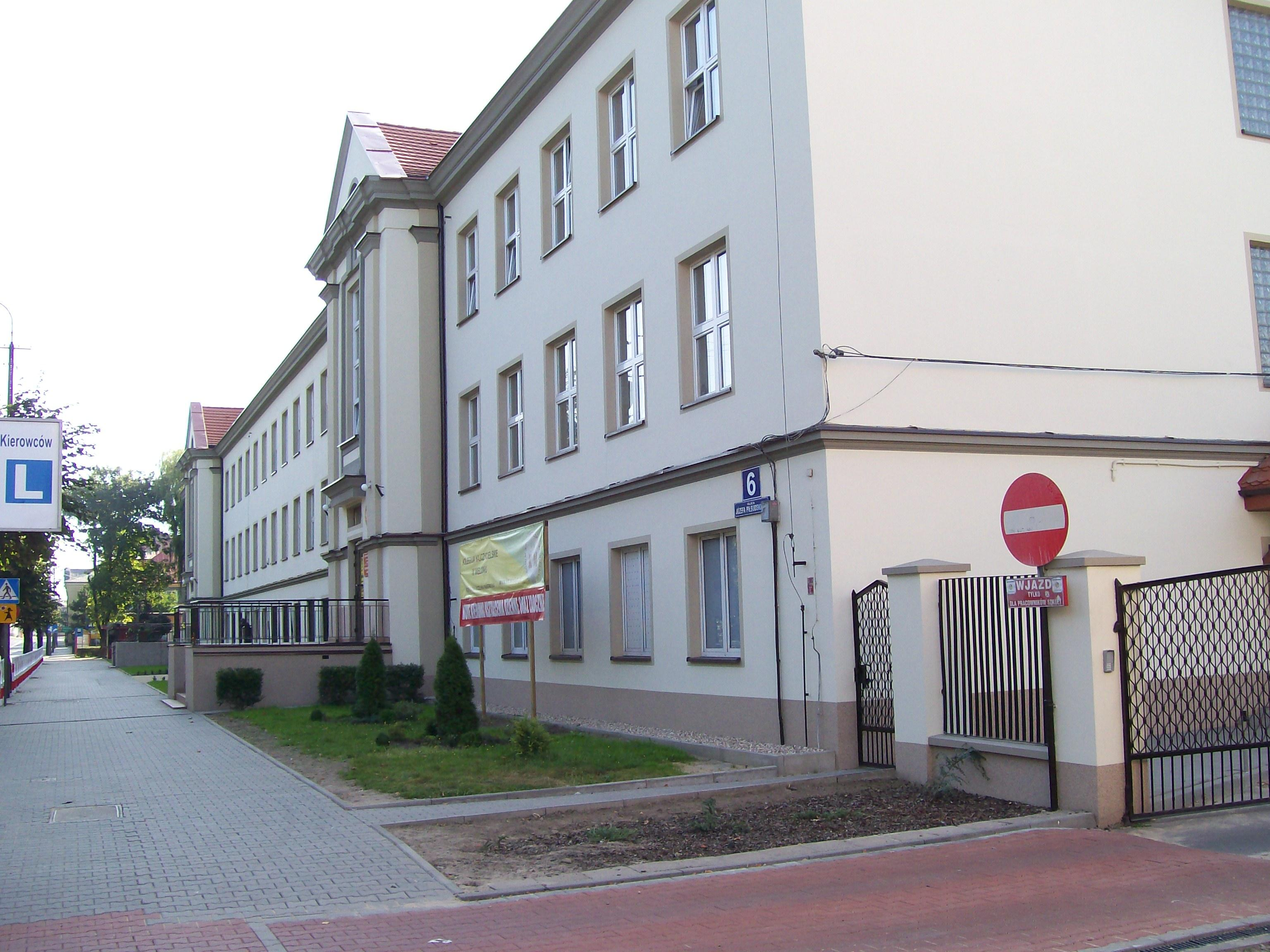
II LO im. Janusza Korczaka

W obrębie miasta znajdują się 3 szkoły podstawowe, 6 szkół usytuowanych jest w sąsiadujących wsiach. Funkcjonują 3 licea ogólnokształcące (dla młodzieży), 4 zespoły szkół technicznych, 3 szkoły zawodowe oraz szkoła policealna. W mieście według danych z 2006 roku uczyło się 1479 dzieci w szkołach podstawowych oraz 1433 uczniów w 4 gimnazjach. W szkołach średnich nauki pobierało 2996 uczniów.
W Wieluniu mieszczą się Wydział Zamiejscowy Wyższej Szkoły Informatyki i Umiejętności w Łodzi oraz zamiejscowe ośrodki dydaktyczne Akademii Humanistyczno-Ekonomicznej w Łodzi oraz Społecznej Akademii Nauk w Łodzi. Od 1992 r. istnieje Kolegium Nauczycielskie.

## Wspólnoty wyznaniowe

Kościół rzymskokatolicki św. Józefa

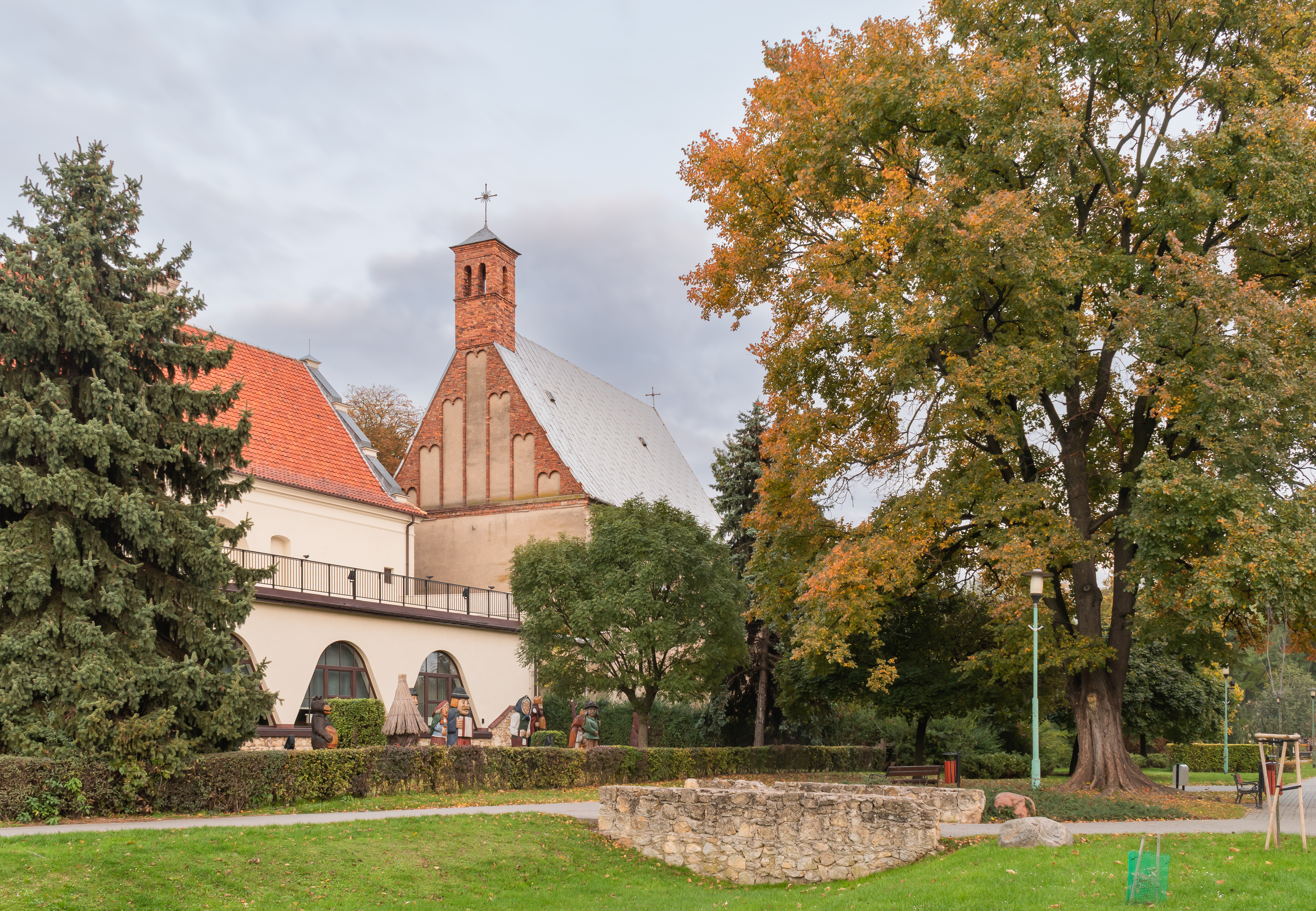
Kościół ewangelicko-augsburski

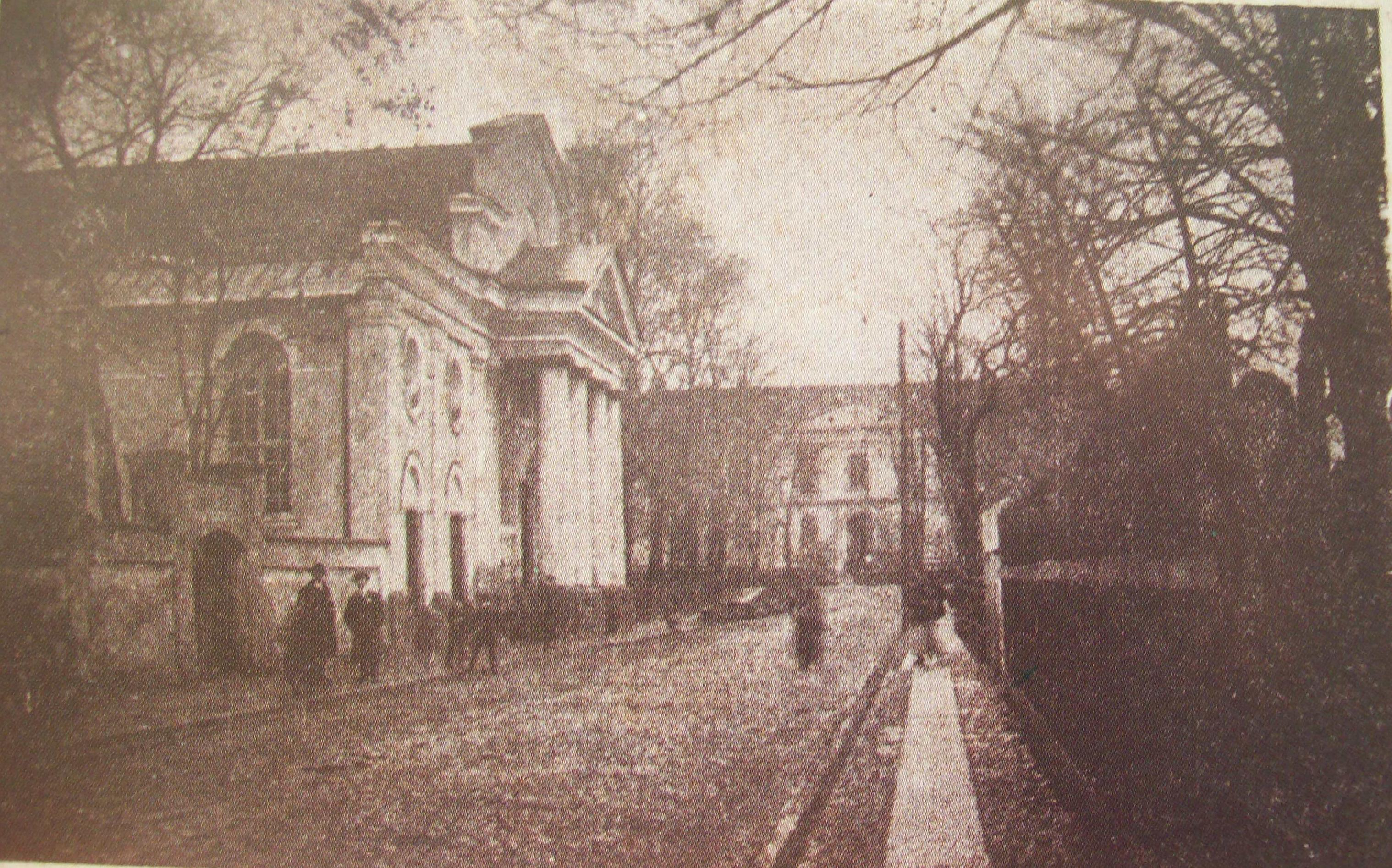
Na pierwszym planie zburzona w 1939 roku synagoga

Na terenie miasta działalność religijną prowadzą następujące Kościoły i związki wyznaniowe:

### Katolicyzm
- Katolicki Kościół Narodowy w Polsce:
  - parafia Wszystkich Świętych[29]
- Kościół rzymskokatolicki:
  - parafia św. Barbary Dziewicy i Męczennicy (kościół św. Barbary)[30]
  - parafia św. Józefa Oblubieńca Najświętszej Maryi Panny (kościół św. Józefa, kościół św. Mikołaja)[30]
  - parafia Nawiedzenia Najświętszej Maryi Panny (kolegiata Bożego Ciała)[30]
  - parafia św. Stanisława (kościół św. Stanisława)[30]

Znajduje się tu ponadto kościół cmentarny Miłosierdzia Bożego oraz kościół na terenie klasztoru franciszkanów. W mieście istniały również niezachowane współcześnie kościoły św. Ducha oraz św. Michała Archanioła.

### Protestantyzm
- Kościół Adwentystów Dnia Siódmego w RP:
  - Zbór Adwentystów Dnia Siódmego w Wieluniu[34]
- Kościół Ewangelicko-Augsburski w RP:
  - Parafia Ewangelicko-Augsburska w Wieluniu[35]
- Kościół Zielonoświątkowy:
  - Centrum Chrześcijańskie „OdNowa”[36]

### Restoracjonizm
- Świadkowie Jehowy:
  - zbór Wieluń-Wschód[37]
  - zbór Wieluń-Zachód (Sala Królestwa ul. Częstochowska 15)[37][38][39].

### Inne związki wyznaniowe
W przeszłości na terenie miasta istniały także obiekty sakralne następujących wyznań:
- Judaizm:
  - Synagoga w Wieluniu[40]
  - Stara Synagoga w Wieluniu[40]
- Prawosławie:
  - Cerkiew Przenajświętszej Bogarodzicy Maryi w Wieluniu[41][42]
  - Cerkiew św. Włodzimierza w Wieluniu[43]

## Kultura

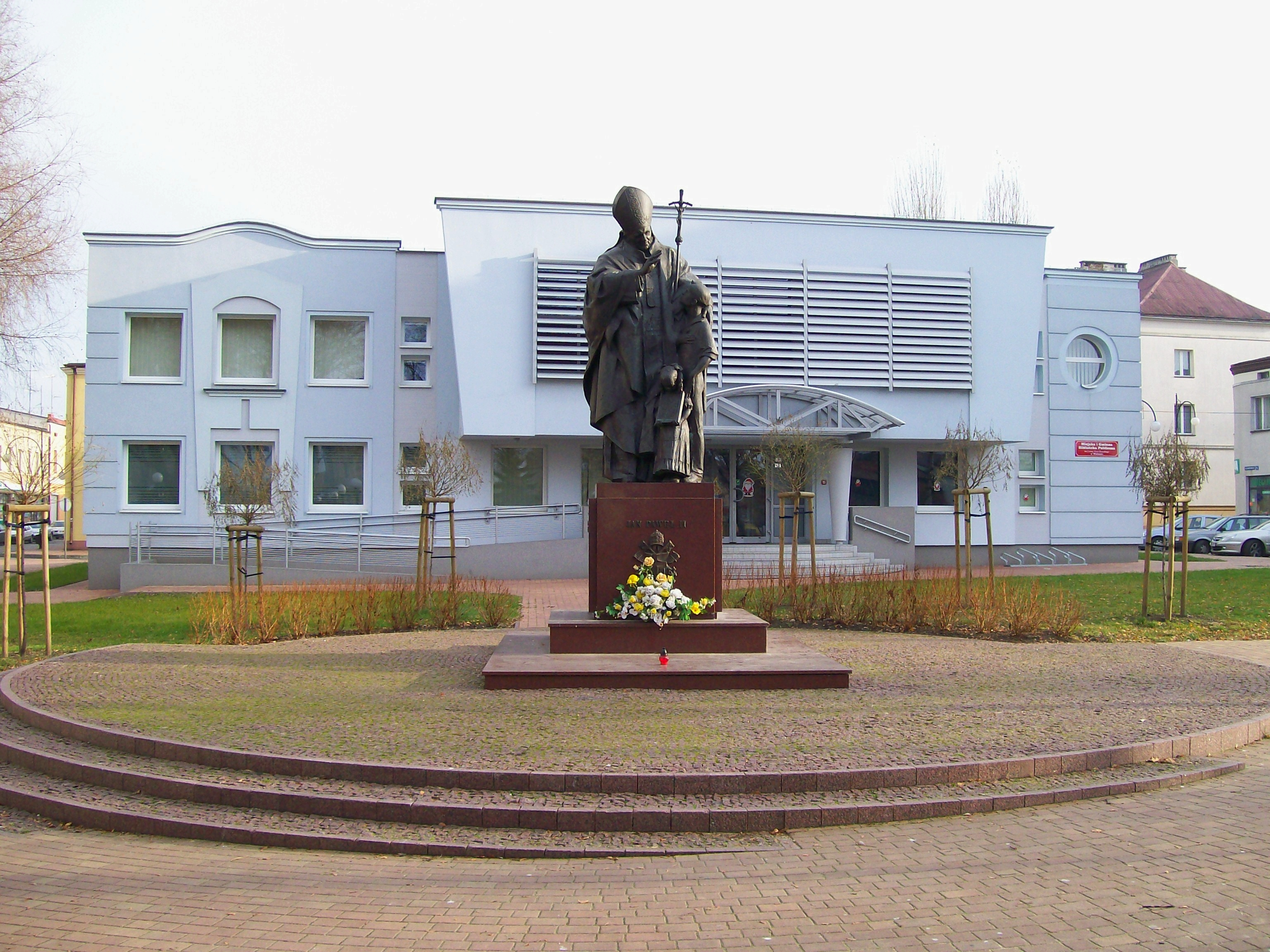
Biblioteka Miejska im. Leona Kruczkowskiego

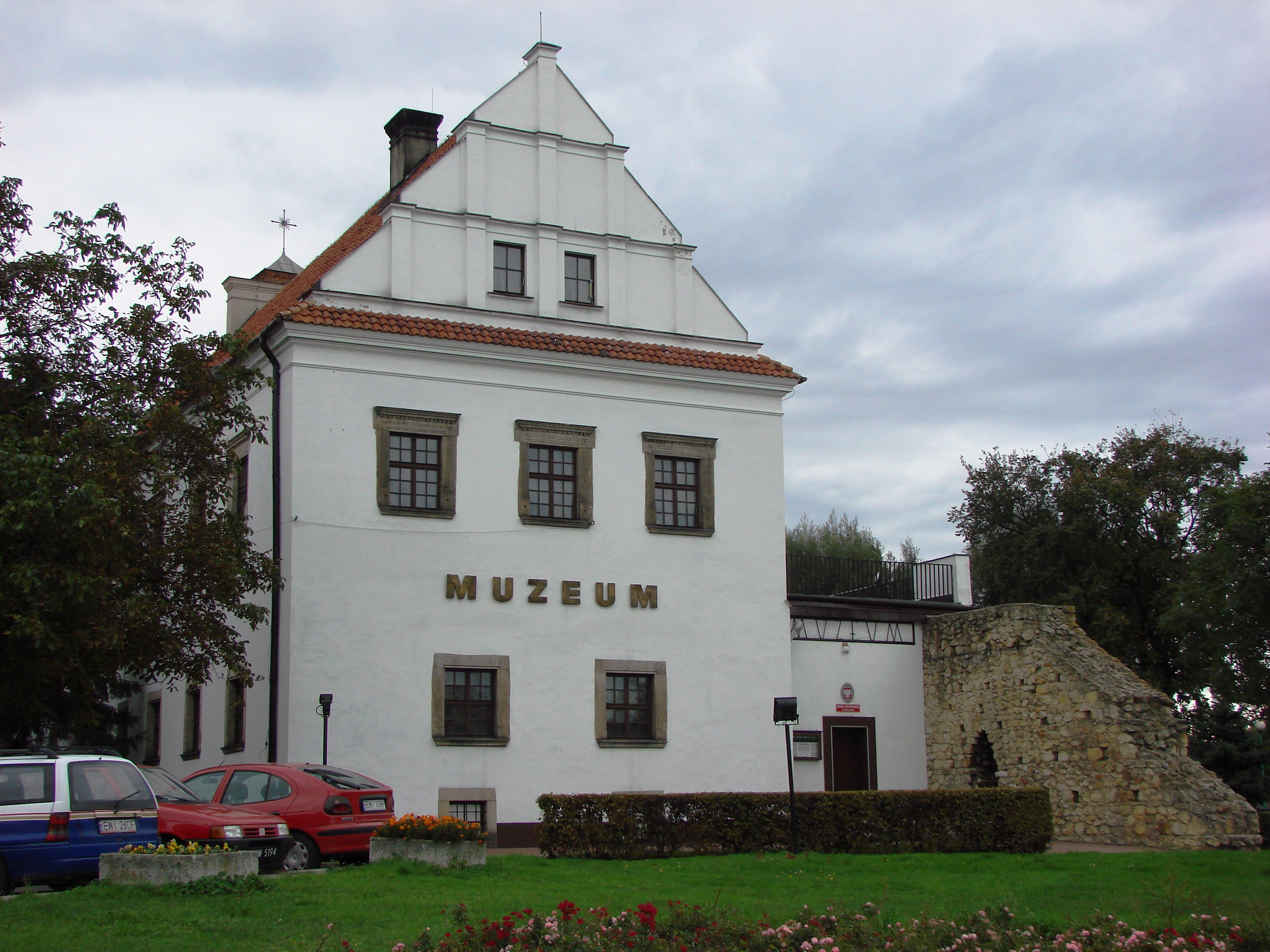
Muzeum Ziemi Wieluńskiej

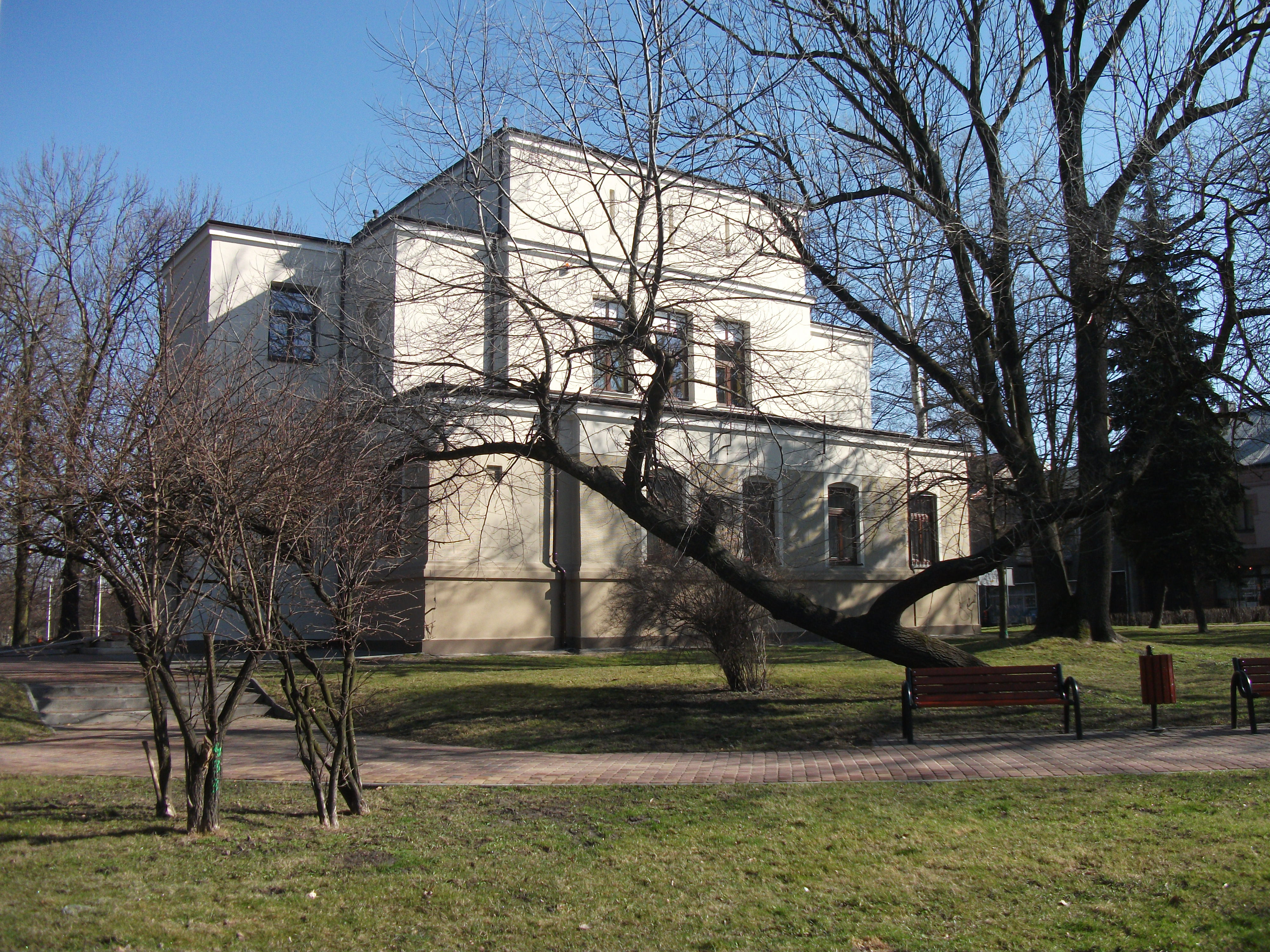
Siedziba Wieluńskiego Domu Kultury, dawniej cerkiew NMP

### Biblioteki
W mieście obecnie działają następujące biblioteki:
- Miejska i Gminna Biblioteka Publiczna (do 2019 im. Leona Kruczkowskiego[44])
- Powiatowa Biblioteka Publiczna, powstała 15 grudnia 2000[45].
- Biblioteka Pedagogiczna
- Biblioteka Kolegium Nauczycielskiego
- oraz biblioteki przyszkolne

### Muzea i galerie
- Muzeum Ziemi Wieluńskiej
- Galeria „Art Deco”

### Kina i teatry
W mieście działają lub działały następujące kina:
- „Syrena” – działa od 1962 z przerwą na remont w latach 2010–2017. Po remoncie działa dalej począwszy od 21 października 2017
- „Odra” („Wolność”) – funkcjonowało w latach 1945–1975

przed II wojną światową:
- „Hel” – działało od roku 1936 do 1.09.1939
- „Miraż” 1921–1934
- „Polonia” („Goplana”) 1918–1939

Profesjonalne przedstawienia teatralne odbywają się na scenie kina „Syreny”. W jednym z parków miejskich znajduje się nieczynny amfiteatr w którym w latach 1977–1989 odbywały się koncerty i inne widowiska.

### Domy kultury
Obecnie funkcjonują następujące domy kultury:
- Wieluński Dom Kultury
- Powiatowy Młodzieżowy Dom Kultury i Sportu
- Spółdzielczy Dom Kultury WSM
- Klub Osiedla Kopernika
- „Dom Nauczyciela”

### Towarzystwa regionalne
- Wieluńskie Towarzystwo Naukowe
- Towarzystwo Przyjaciół Wielunia

### Fundacje
- Fundacja na rzecz Rozwoju Powiatu Wieluńskiego
- Fundacja „Tacy Sami”
- Fundacja „Arkana XXI”
- Fundacja Made in Wieluń

### Literatura
Miastu został poświęcony esej Jarosława Petrowicza Wielopolis w zbiorze o tym tytule.

## Sport i rekreacja

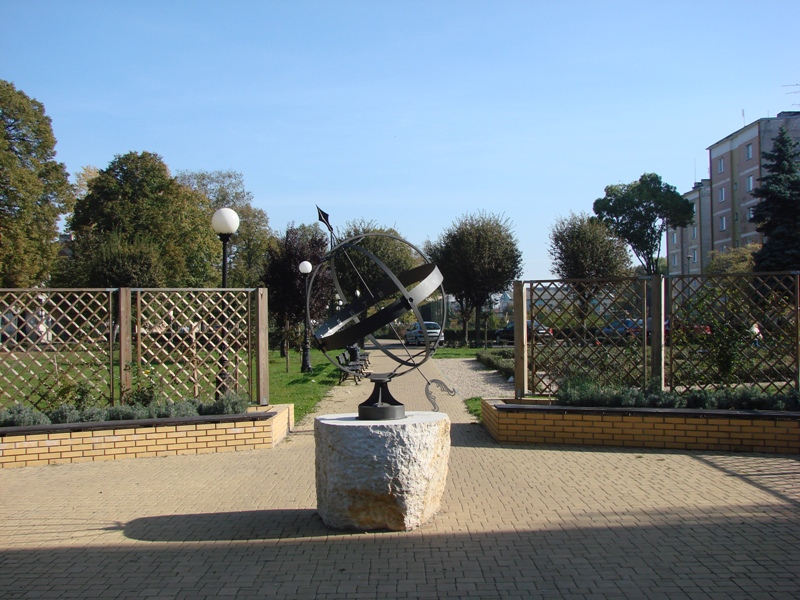
Zegar słoneczny na plantach

W mieście znajdują się trzy parki miejskie, miejski lasek, planty powstałe w miejscu dawnej fosy, oraz wiele skwerów i zieleńców:
- Park śródmiejski im. Żwirki i Wigury
- Park śródmiejski im. Witolda Pileckiego
- Park miejski im. Mieczysława Kałuży
- Planty miejskie im. Jana Pawła II
- Lasek miejski

Infrastruktura sportowa zarządzana jest przez Wieluński Ośrodek Sportu i Rekreacji (WOSiR) oraz wiele innych stowarzyszeń (np. WKS Wieluń, MKS Wieluń, Junior Wieluń, MLKS Wieluń, MUKS Pamapol Siatkarz Wieluń.)
- Kąpielisko Miejskie (przy ul Broniewskiego)
- Pływalnia kryta (przy ul. POW 14)
- Sztuczne lodowisko (os. kard. Wyszyńskiego – czynne corocznie od października do połowy marca)
- Hala sportowa (przy ul. Częstochowskiej)
- Stadion Miejski wraz z kompleksem boisk (przy ul. Wojska Polskiego)
- Sala sportowa (przy ul. POW 14)
- Boiska i sale sportowe (przy szkołach prowadzonych przez miasto Wieluń)
- Boiska (należące do spółdzielni i wspólnot mieszkaniowych)

W Wieluniu swój początek mają pieszy Szlak Jury Wieluńskiej i kilka szlaków rowerowych. Na granicy miasta rozpoczyna się także Szlak Konny Jury Wieluńskiej. Większość powyższych szlaków turystycznych przebiega przez położony w pobliżu Załęczański Park Krajobrazowy.

### Pomniki

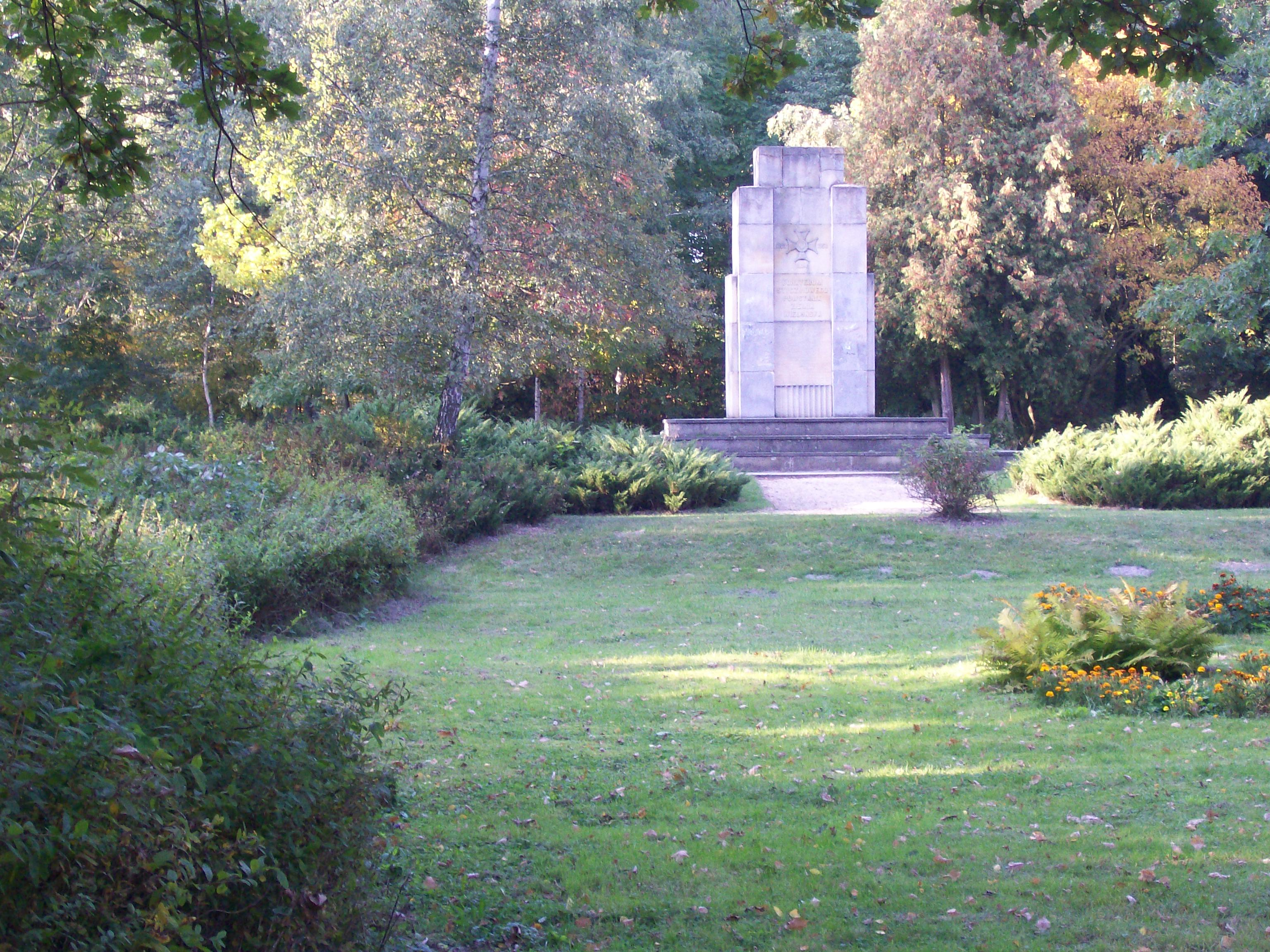
Pomnik Bohaterów Powstania Styczniowego

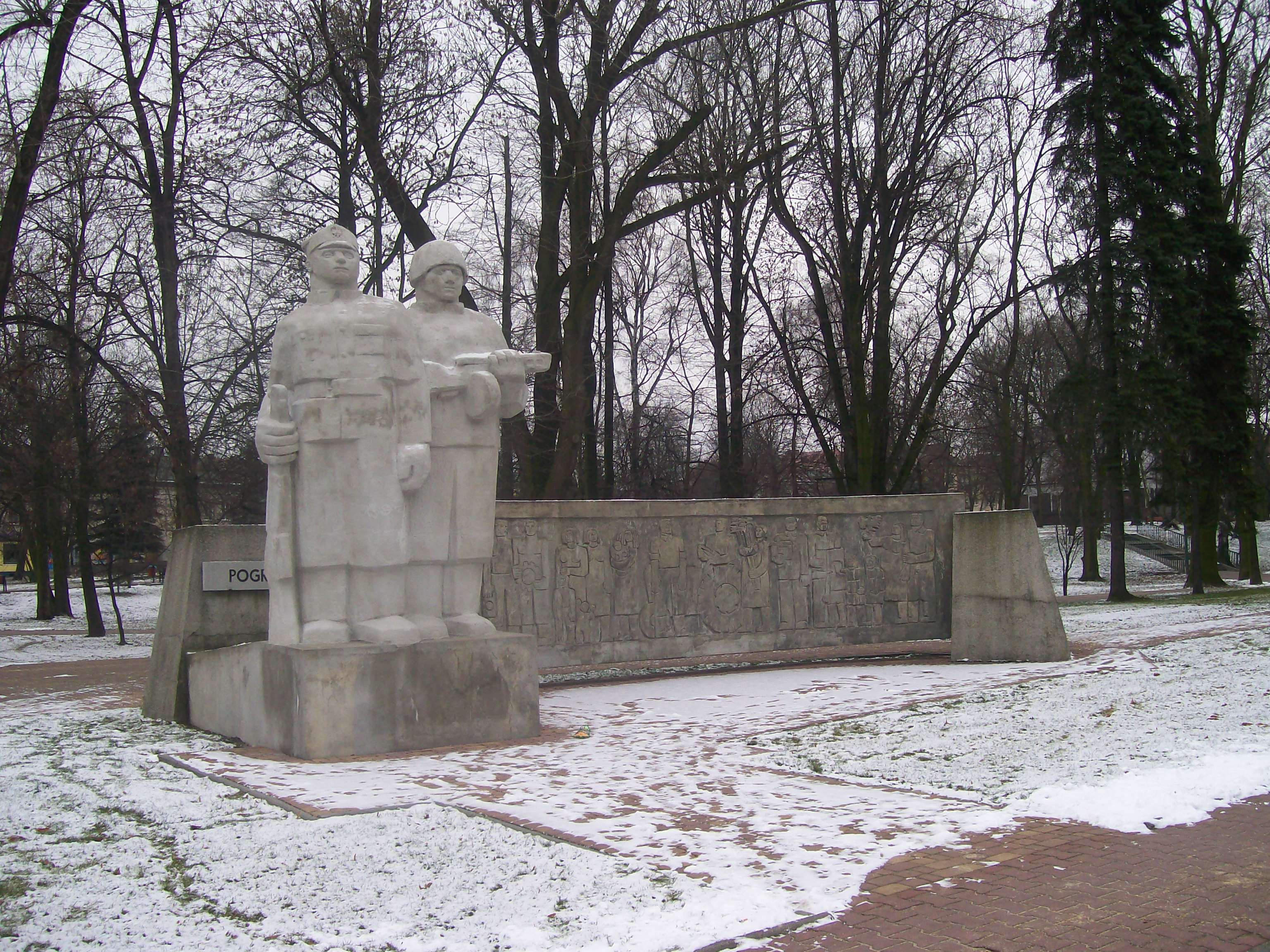
Pomnik Pogromcom hitleryzmu (Braterstwa Broni) w Wieluniu stan na rok 2014 (w roku 2019 przeniesiony do miejscowości Młynisko)

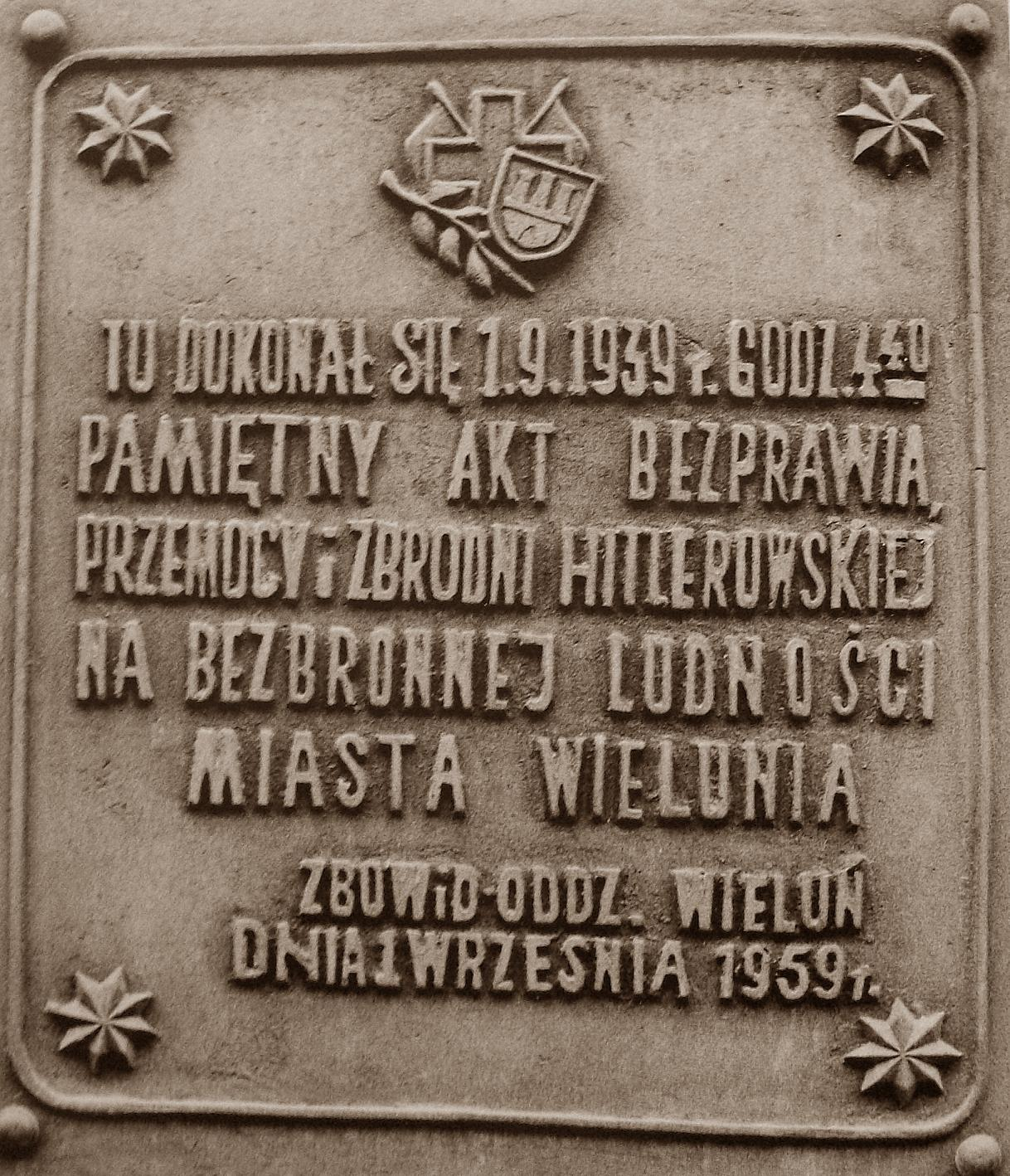
Tablica pamiątkowa, poświęcona bombardowaniu szpitala Wszystkich Świętych w Wieluniu. Tablica od września 1959 do sierpnia 2009 znajdowała się na ścianie II LO. Obecnie znajduje się w izbie pamięci zlokalizowanej w II LO, a w miejscu gdzie się znajdowała pierwotnie zlokalizowano nową tablicę

- Pomnik Bohaterów Powstania Styczniowego (bud. 1925)
- Pomnik Orląt Polskich (bud. 1924)
- Pomnik Jana Pawła II (bud. 2006)
- Pomnik „Pogromcom hitleryzmu” („Braterstwa Broni”) [bud. 1965-66 (w 2019 roku przeniesiony do miejscowości Młynisko)] rzeźbiarki Jadwigi Janus
- Pomnik (popiersie) rotmistrza Witolda Pileckiego (bud. 2008)
- Pomnik nauczycieli ziemi wieluńskiej pomordowanych podczas II wojny światowej (bud. 1980)
- Pomnik Armii Czerwonej – nieistniejący (bud. 1945, rozebrany w 1958)
- Pomnik ofiar bombardowania szpitala Wszystkich Świętych (odsłonięty w 2009 przez Marszałka Sejmu Rzeczypospolitej Polskiej Bronisława Komorowskiego)
- Pomnik pamięci wieluńskich Żydów – ofiar niemieckiej okupacji w latach 1939–1945 (odsłonięty w 2009 przez prezydenta Rzeczypospolitej Polskiej Lecha Kaczyńskiego).
- Pomnik ofiar Zbrodni Katyńskiej na cmentarzu rzymskokatolickim (bud. 1990)

inne:
- Głaz z tablicą upamiętniającą bombardowanie miasta 1 września 1939 – teren byłego cmentarza kościelnego kościoła farnego (odsłonięty w 2004 przez prezydenta Rzeczypospolitej Polskiej Aleksandra Kwaśniewskiego).
- Głaz z tablicą upamiętniającą zniszczenie kościoła farnego i rekonstrukcje jego reliktów 1989–1991 (teren byłego cmentarza kościelnego kościoła farnego)
- Głaz z tablicą upamiętniającą zagładę wieluńskiej społeczności żydowskiej (teren byłego cmentarza żydowskiego)
- Tablica z płaskorzeźbą popiersia Marszałka Józefa Piłsudskiego – na gmachu banku przy placu Kazimierza Wielkiego
- Głaz z tablicą poświęconą wieluńskim ofiarom Katynia w parku Rotmistrza Pileckiego
- Głaz z tablicą poświęconą Maksymilianowi Marii Kolbemu na Plantach im. Jana Pawła II
- Głaz z tablicą upamiętniającą 70 lat działalności harcerstwa na ziemi wieluńskiej 1916–1986 (park Rotmistrza Pileckiego)
- Głaz z tablicą upamiętniającą 700 lat praw miejskich Wielunia 1283–1983 (park Rotmistrza Pileckiego)
- Wojskowe groby żołnierzy polskich i radzieckich na cmentarzu rzymskokatolickim (w tym groby żołnierzy n/n)

## Media
Obecnie działają:
- Radio Ziemi Wieluńskiej
- Odkryj Wieluń
- Telewizja Kablowa Wieluńskiej Spółdzielni Mieszkaniowej
- Dziennik internetowy Kocham Wieluń
- Portal informacyjny INFO Wieluń
- InfoTydzień - Twój lokalny portal informacyjny

Obecnie ukazują się następujące czasopisma:
- Kulisy Powiatu Wieluń [tygodnik]
- Nasz Tygodnik Wieluń-Wieruszów-Pajęczno – dodatek do Dziennika Łódzkiego
- Bezpłatna Gazeta „Między Nami”
- Wieluniak [bezpłatny dwutygodnik]

Dawniej ukazywały się następujące czasopisma:
- Puls Wielunia
- Gazeta Wieluńska
- Goniec Wieluński
- Ziemia Wieluńska
- Kurier Wieluński

oraz inne.

## Zarządcy Wielunia

### Burmistrzowie od XIV do XVII w.
| - Henryk Talman 1391 - Bartosz 1399 - Jan Czele 1445 - Marcin Polkon 1446 | - Marcin Kuśnierz 1457 - Jakub Kuśnierz 1459 - Paweł Stefaniak 1569 - Franciszek Bawarczyk 1612 |

### Prezydenci Miasta

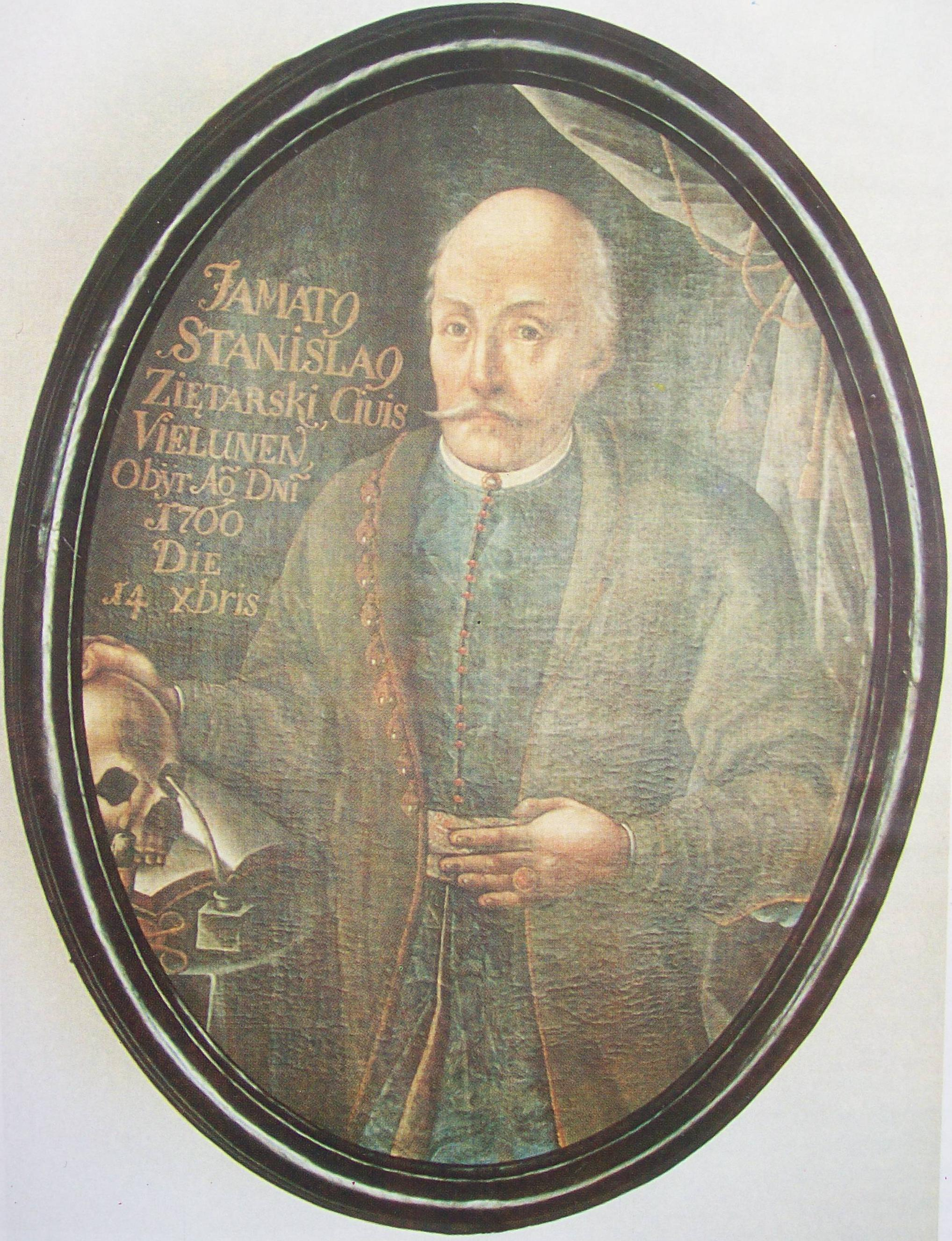
Portret prezydenta Wielunia Stanisława Ziętarskiego

| - Wacław Besling 1735 - Stanisław Ziętarski 1740 - Jan Wojciechowski 1750 - Andrzej Siwik 1775 - Jan Szczeciński 1776 | - Jan Jędrkiewicz 1780 - Franciszek Kazjer 1781 - Wojciech Szczepocki 1784 - Walenty Kochelski 1789–1792 - Paweł Olszakowski 1794 |

### Burmistrzowie w latach 1817–1950
| - B. Tarchalski 1817–1820 - Wawrzyniec Gibasiewicz 1823 - Józef Latosiński - Józef Brzostowski 1838–1844 - Wincenty Ziembiński 1854–1860 - Teodor Szosland 1863–1868 - Longin Kiedrzyński 1868–1872 - Ksawery Witkowski 1878–1879 - Ludomir Kranas do 1882 - Załęski od 1882 - Adrian Zieleniewicz 1883–1890 - Józef Zyguś (p.o.) 1892 - Feliks Burchaciński (p.o.)1893 - Hieronim Ostrzycki 1895–1904 - Hipolit Kolski 1906–1908 | - Adam Gostyński 1911 - Kazimierz Oraczewski 1913–1915 - Teofil Malatyński (p.o.) od 1915 - Dwenger 1917–1918 - Kazimierz Oraczewski 1918–1929 - Stefan Groblewski 1929–1932 - Józef Jędrzejewski 1932–1933 - Witold Nowicki 1933–1935 - Józef Jędrzejewski 1936–1937 - Stanisław Dzięcioł 1938–1939 - Stanisław Ruszkowski 1945 - Witold Swoszowski 1945 - Jan Teresiak 1945–1949 - Ludwik Kaźmierczak 1949–1950 |

### Przewodniczący Prezydium Miejskiej RN
| - Franciszek Trzciński 1950 - Ludwik Kaźmierczak 1950–1952 - Jan Pawlak 1952–1953 - Tomasz Łuczak 1953–1954 - Tadeusz Wiśniewski 1954–1955 | - Jadwiga Postół 1955–1957 - Wiesława Ignaczak 1957–1961 - Tadeusz Sobczyk 1961–1962 - Stanisław Podeszwa 1962–1972 |

### Naczelnicy Miasta
| - Jan Dyja 1972–1974 - Józef Szmigiel 1974–1975 | - Jacek Przybylski 1975–1980 - Julian Semba 1980–1990 |

### Burmistrzowie (III RP)
| - Zygmunt Adamski 1990–2002 - Mieczysław Majcher 2002–2010 - Janusz Antczak 2010–2014 - Paweł Okrasa od 2014 |

## Miasta partnerskie
| Miasto              | Państwo  | Data podpisania umowy |
| ------------------- | -------- | --------------------- |
| Adelebsen           | Niemcy   | 10 września 1999      |
| Osterburg (Altmark) | Niemcy   | 3 października 2002   |
| Letterkenny         | Irlandia | 2007                  |
| Ochtrup             | Niemcy   | 2010                  |

## Pozostałe informacje
- W okresie międzywojennym Wieluń należał do głównych ośrodków przemytu niemieckiej sacharyny do Polski. Dlatego też do jego mieszkańców przylgnęło określenie sacharyniarze[48].